# イオン北海道
イオン北海道株式会社（イオンほっかいどう、英: Aeon Hokkaido Corporation）は、北海道地区のイオン、イオンスーパーセンター、マックスバリュ、まいばすけっとなど（店舗ブランドの一覧は後述）を展開するイオングループの企業である。

## 概要
1978年4月にニチイ（後のマイカル）の子会社北海道ニチイとして設立され、のちにマイカル北海道に改称した。
マイカル北海道は、2001年9月に親会社のマイカルが民事再生法適用申請するより前の同年8月に、同社グループを離脱し自主独立路線を志向。翌2002年には社名をポスフールに、店舗名を「サティ」から「ポスフール」に変更した。独立後は、北海道におけるスーパーマーケット業界の競争激化に対応するため、地場系最大手スーパーマーケットチェーンのアークスグループとの経営統合を目指したものの破談した。
その後、2003年11月にイオンとの資本・業務提携を締結し、イオングループに参画することとなった。2007年8月21日に同社との間で会社分割による再編として北海道内の「ジャスコ」および「イオンスーパーセンター」を譲受され、会社商号をイオン北海道株式会社に変更した。
2011年3月1日に「ジャスコ」および「ポスフール」の店舗ブランドを「イオン」に変更した。ただし当面はイオンリテールなどへの企業統合は予定されていない。
イオンの地域系子会社では、ルーツがマイカル系となっている唯一の子会社である。ただし、前記の通り一旦マイカルグループを離脱した後イオングループ入りしており、マイカルグループの経営再建に伴うイオングループ入りとは関係ない。

### マックスバリュ北海道との合併
2020年3月1日、同じくイオングループで、北海道でスーパーマーケット「マックスバリュ」などを展開している企業・マックスバリュ北海道を吸収合併した。なお、以前よりRDCを共用するなど提携はなされていた。マックスバリュ北海道の前身となる企業として「北海道ジャスコ」が設立されていたものの、同社は店舗としての「ジャスコ」は運営しておらず、また、イオン北海道（当時はマイカル北海道）がイオングループ入りする前の2000年に、マックスバリュ北海道に統合されている。

### 北海道の西友店舗の継承
2024年4月2日、西友の道内全9店舗の買収を発表した。買収金額は170億円で、10月1日に西友から分割し、同日にイオン北海道が引き継ぐ。従業員の雇用も全員継続する。西友は福住店、清田店、平岸店、宮の沢店を9月29日18時、元町北二十四条店、厚別店、旭ヶ丘店、西町店、手稲店を翌日9月30日18時に閉店する。その後の同年9月11日にイオン北海道は、西友から買収する9店舗の店舗名・業態・開業予定日を発表した。なお、6店舗を「イオン」、1店舗を「マックスバリュ」、2店舗を「ザ・ビッグ」として営業する。継承後は各店、直営売場に関しては一定期間休業し、テナントは一部を除き営業を継続する。2024年10月9日開催の中間決算説明会でイオンの3店舗がフード＆ドラッグ、2店舗が総合スーパー、1店舗がスーパーマーケットのフォーマットとなることが発表された。
承継後は10月26日のマックスバリュ宮の沢店を皮切りにリニューアルを進め、12月14日のイオン札幌手稲駅前ショッピングセンターを最後に全店リニューアルオープンし、西友の継承が完了した。全9店舗のオープンを記念し、11月13日から「新生イオン北海道感謝祭～ありがとうSALE!!」を開催した。

## 沿革
- 1978年（昭和53年）4月 - 株式会社北海道ニチイとして設立。
- 1980年（昭和55年）3月 - 株式会社ホクホー設立。
- 1992年（平成4年）3月 - 株式会社ホクホーを吸収合併。
- 1996年（平成8年）7月 - 株式会社マイカル北海道に社名変更。
- 1998年（平成10年）11月 - 東京証券取引所市場第二部及び札幌証券取引所に上場。
- 2000年（平成12年）9月 - 株式会社室蘭ファミリーデパート(室蘭ニチイ)と株式会社根室ファミリーデパートを吸収合併。
- 2001年（平成13年）
  - 8月28日 - 株式会社マイカルの連結対象から離れ、マイカルグループから離脱。
  - 9月14日 - 元親会社・株式会社マイカル、民事再生法の適用を申請。
- 2002年（平成14年）
  - 1月 - 株式会社ポスフールに社名変更。
  - 5月 - 店名を「○○サティ」から「ポスフール○○店」に変更。
- 2003年（平成15年）11月 - イオンとの資本・業務提携を締結。イオングループに参画。
- 2007年（平成19年）
  - 2月 - 今期決算で約160億円の赤字を計上。
  - 3月20日 - 「ポスフールカードの日」を「ポスフールお客様感謝デー」に変更（毎月第3日曜日から毎月20日・30日実施に変更）。
  - 4月23日 - イオンに第三者割当増資を実施し、イオンの連結子会社となる。
  - 8月21日 - イオンの北海道総合小売事業を吸収分割により承継し、イオン北海道株式会社に社名変更。北海道のジャスコはすべて同社の運営となった。
  - 11月20日 - イオン銀行ATMの設置、運用開始。
    - ポスフール千歳店より設置が開始され、順次設置店舗を拡大。2008年内に全店舗設置を完了。

  - 12月31日 - ポスフールカードの特典を終了。契約満了に伴い、翌年2月29日付けでポケットカードとの提携を終了。
- 2008年（平成20年）
  - 1月1日 - イオンカードにイオン北海道独自のお買い物特典（イオン北海道クーポンの進呈）の追加並びにクレジット機能を持たない「イオン北海道メンバーズカード」の募集受付を開始。
  - 3月1日 - イオン北海道のジャスコ・スーパーセンター全店で WAON導入。
    - ポスフールは当初、後述の名寄店（2008年4月25日開店）で導入。既存店舗は2008年10月以降順次導入され、2008年12月までに全店で導入された。

  - 3月15日 - 地産地消の一環として、新たな恒例セールス「イオン北海道 道産デー」開始。
  - 4月25日 - イオン北海道では初の新店舗で、かつ、イオンショッピングセンターでは初めて「ポスフール」を核店舗とした「イオン名寄ショッピングセンター」オープン。
  - 6月5日 - 環境の日に合わせ、ジャスコ苫小牧店の食品売場でレジ袋の無料配布中止。
  - 7月5日 - ポスフールの3店舗（室蘭店・登別店・伊達店）でレジ袋の無料配布中止。
  - 8月21日 - イオンが持株会社に移行したため、イオン直営だった北海道内の「イオンショッピングセンター」の運営を継承（九州・沖縄以外の地区はイオンリテールへ継承、イオン名寄ショッピングセンターはオープン当初から当社が運営）。
  - 10月1日 - ジャスコ7店舗（苫小牧店以外の全店）、イオンスーパーセンター手稲山口店、ポスフール5店舗（藻岩店・江別店・春光店・永山店・釧路店）の計13店舗でレジ袋の無料配布を中止。
  - 11月20日 - ポスフール名寄店でレジ袋の無料配布を中止。
  - 11月21日 - ポスフールの3店舗（紋別店・根室店・厚岸店）でレジ袋の無料配布中止。これにより、イオン北海道が運営する全店舗でレジ袋の無料配布中止。
  - 12月17日 - ネットスーパー「ネットで楽宅便」をジャスコ桑園店に開店（詳細後述）。
- 2009年（平成21年）
  - 2月1日 - 札幌市内の7店舗で「家庭用天ぷら油回収ボックス」を設置。
  - 9月1日 - 有限会社ティーウィンを吸収合併[20]。
- 2010年（平成22年）
  - 11月3日 - 札幌圏の店舗でKitaca電子マネーサービス導入（ジャスコ桑園店（現・イオン札幌桑園店）では10月21日より先行導入）。
  - 12月31日 - 同日をもって「イオン北海道メンバーズカード」の全サービス並びに「イオンカード」のイオン北海道独自のお買いもの特典のサービスを終了（お客様感謝デーにおけるメンバーズカードの割引は12月30日分をもって先行終了）。
- 2011年（平成23年）
  - 3月1日 - 「ジャスコ」・「ポスフール」全店舗を「イオン」へブランド変更実施[21]
  - 7月28日 - 北海道限定地域WAON（ご当地WAON）カード「ほっかいどう遺産WAON」発行開始[22]。
  - 11月21日 - イオン北海道運営のショッピングセンターの一部(専門店街ジャスコ導入店舗)（イオン札幌平岡SC、イオン札幌発寒SC、イオン札幌苗穂SC、イオン苫小牧SC、イオン旭川西SC、イオン釧路昭和SC）を「イオンモール」に名称変更（「イオンモール」へ名称変更されるが、運営は引き続きイオン北海道）[23]。
- 2012年（平成24年）3月16日 - 札幌市に新業態のまいばすけっと南5条西10丁目店を開店[24]。
- 2013年（平成25年）3月15日 - 自転車専門店「イオンバイク」事業を開始し、北見市に北海道1号店となる「イオンバイク北見店」をオープン[25]
- 2015年（平成27年）
  - 4月9日 - 株式会社ダイエーのGMS事業のうち、北海道内の「ダイエー」8店舗[注 2]とカテプリ新さっぽろの計9店舗を同年9月1日付で会社分割により承継することに関する基本合意書を締結したことを発表[26][27]。
  - 7月8日 - 前述の会社分割による承継について、取締役会で吸収分割の方法により継承するため、株式会社ダイエーとの両者間で吸収分割契約書を締結することを決議し、株式会社ダイエーとの間で契約書を締結したことを発表[28]。
  - 9月1日 - 前述の会社分割が予定通り行われ、北海道内の「ダイエー」8店舗[注 2]とカテプリ新さっぽろの運営を継承し、同日付で店舗ブランドを「ダイエー」から「イオン」に屋号変更し、カテプリ新さっぽろは「イオンカテプリ新さっぽろ店」に店舗名を変更（ただし、システムの都合上、切替作業は1～2店舗ずつ順次行われる）[29]。
  - 9月25日 - 湯川店・札幌栄町店（旧・ダイエー栄町店）の「イオン」への切替完了をもって、株式会社ダイエーから継承した全店舗の「イオン」への切替を完了。
- 2016年（平成28年）4月30日 - イオンカテプリ新さっぽろ店を一時閉鎖。同年12月16日に「カテプリ」として再開業し、イオンモールの運営に移管された[30]（2024年6月30日を以てイオンモールによる運営を終了し、イオングループを離脱）。
- 2017年（平成29年）7月24日 - 新聞報道により、LGBTに対する取り組みを実施していると一般公表[31]。研修会を開催のほか、就業規則に差別しないことなどを明記。障害者トイレを、誰でも使えるトイレと位置づけ。
- 2018年（平成30年）10月10日 - マックスバリュ北海道との合併に関する基本合意書を締結[32]。
- 2019年（平成31年）4月10日 - マックスバリュ北海道を吸収合併する契約を締結[33]。
- 2020年（令和2年）
  - 3月1日 - マックスバリュ北海道を吸収合併。同社が運営していた「マックスバリュ」「フードセンター」「いちまる」「ザ・ビッグ」の4ブランド・84店舗（2020年3月1日時点）の運営を引き継ぐ[34]。
  - 3月27日 - マックスバリュ北海道との合併後初の新店で、且つ、当社で初の「ザ・ビッグ」の新店となるアモール店をオープン[35]。北海道内の「ザ・ビッグ」としては初の居抜き出店により開業する店舗となった[36][注 3]。
  - 7月24日 - 当社で初の「マックスバリュ」の新店となる「マックスバリュ日新店」をオープン[37]。
- 2021年（令和3年）8月31日 - 「プラザ。いちまる 清水店」の閉店に伴い、マックスバリュ北海道から継承した「いちまる」の屋号が消滅。
- 2022年（令和4年）
  - 2月28日 - イオン旭川春光店を建て替えのため閉店。北海道の「イオン」名義の店舗としては初の閉鎖店舗となった。
  - 4月4日　東京証券取引所の市場区分の見直しにより、東京証券取引所の市場第一部からスタンダード市場へ移行。
  - 11月18日 - マックスバリュ音更店をオープン。河東郡音更町への新規出店は当社初となり[38]、旧マックスバリュ北海道時代の2019年7月に閉店した「ルーキーいちまる」以来、約3年4ヶ月ぶりに同町にイオングループのスーパーマーケットが復活することとなった[39][注 4]。
- 2023年（令和5年）11月22日 - イオン南平岸店をオープン。旧マックスバリュ平岸店（2022年8月閉店）を建て替え、化粧品など取扱品目を増やして「イオン」へ転換した店舗である[40]。取扱品目を増やしたことにより「イオン」へ転換した例は全国でも珍しいケースとなる。
- 2024年（令和6年）
  - 4月2日 - 西友が営む北海道地域のGMS店舗を吸収分割によって承継することが決議され、吸収分割契約を締結[41][42]。
  - 5月31日 - イオン北郷店をオープン。旧マックスバリュ北郷店（2022年8月閉店）を建て替え、化粧品や書籍など取扱品目を増やして「イオン」へ転換した店舗である[43][44]。
  - 7月19日 - マックスバリュ苫小牧清水店をオープン[45]。
  - 9月13日 - イオン旭川春光店を建て替え、「イオン旭川春光ショッピングセンター」をオープン[46][47]。GMS（総合スーパー）からイオン北海道初となるNSC（ネイバーフット型ショッピングセンター）へ転換し、屋外広場を道内のイオンで初めて設けた店舗である[48][49]。
  - 10月1日 - 西友から北海道地域のGMSの承継を完了。システムの入れ替えなどの為直営売場のみ一定期間休業し、10月から12月にかけて順次「イオン」・「マックスバリュ」・「ザ・ビッグ」へ改めリニューアルオープン予定[7]。
  - 10月26日 - 西友から承継した店舗の先陣を切り、「西友宮の沢店」が休業を経て食品スーパーの「マックスバリュ宮の沢店」として再開業[50]。
  - 11月2日 - 西友から承継した「西友西町店」が休業を経て総合スーパー（GMS）の「イオン札幌西町店」として再開業[51]。
  - 11月9日 - 西友から承継した「西友平岸店」が休業を経てフード＆ドラッグ（SSM）の「イオン札幌平岸店」として再開業[52]。
  - 11月22日 - 西友から承継した「西友清田店」が休業を経てフード&ドラッグ（SSM）の「イオン札幌清田店」として再開業[53]。
  - 11月30日 - 西友から継承した「西友厚別店」と「西友福住店」が休業を経てスーパーマーケットの「イオン札幌厚別店」[54]とディスカウントストアの「ザ・ビッグ福住店」[55]として同時に再開業。
  - 12月7日 - 西友から継承した「西友旭ヶ丘店」と「西友元町北二十四条店」が休業を経てSSMの「イオン札幌旭ヶ丘店」[56]とディスカウントストアの「ザ・ビッグ元町店」[57]として同時に再開業。
  - 12月14日 - 西友から継承した「西友手稲店」が休業を経て直営店舗が総合スーパー（GMS）で大型ショッピングセンターの「イオン札幌手稲駅前店」[58]として再開業。これにより、西友から継承した全9店舗の「イオン」への転換が完了した[59]。

## 店舗
出店店舗の詳細情報は公式サイト「店舗一覧」を参照。店舗ブランド自体の説明はイオングループの商業ブランドも参照。
マックスバリュ北海道の合併に伴い継承した店舗のうち、マックスバリュ北海道としての運営当時における店舗ブランド・業態の変更についてはマックスバリュ北海道を参照。

### イオン
イオングループが全国に展開するGMS（総合スーパー）店舗。当社においては、2011年3月1日に従前からのイオンの店舗ブランド「ジャスコ」9店舗ならびに当社が以前より運営していた店舗ブランド「ポスフール」19店舗を統合・改称して利用を開始した。
当社では2020年3月1日の時点で37店舗を展開。その後2024年12月14日までに8店舗の開店が行われたほか、1店舗が一時閉店後に営業を再開したため、同日時点で46店舗を展開している。
旧「ジャスコ」9店舗はすべてイオンモールまたはイオンショッピングセンターの核店舗、旧「ポスフール」19店舗のうち名寄店はイオンショッピングセンターの核店舗である。
旭川駅前店はイオンの店舗分類における「イオンスタイル」の店舗である。ただしイオングループ他社で展開されている、店舗名自体が「イオンスタイル」となっている店舗は当社では未出店。
南平岸店と北郷店は旧マックスバリュ店舗を建て替えて再開業した店舗であり、旧店舗で扱っていた食料品に加え、化粧品・医薬品などの品目を追加したSSM（スーパー・スーパーマーケット）業態の店舗である。
旭川春光店は旧GMS店舗を建て替えて再開業した店舗であり、 スーパーマーケットを核店舗に専門店・サービス店舗を備えたNSC（ネイバーフット型ショッピングセンター）業態の店舗である。なお、GMS店舗としての位置づけである札幌西岡店や札幌栄町店、前記の旭川駅前店も同様に食料品・日用品・美容健康用品などに特化した品揃えとなっている。
2007年8月21日、イオンが北海道内で運営していた「ジャスコ」8店舗を当社が承継した。
さらに、2015年9月1日に株式会社ダイエーから北海道内の「ダイエー」8店舗とカテプリ新さっぽろ店の計9店舗を継承した。このうち「ダイエー」の8店舗は店舗ブランドを「イオン」に変更した。一方でカテプリ新さっぽろは「イオンカテプリ新さっぽろ」と改称するものとされたものの、店舗としてはダイエー運営当時と変わらず百貨店（デパート）に近い形態で運営されており（GMSに転換したわけではない）、またイオン北海道およびイオンリテールのいずれの公式サイトにも「イオン」ブランドの店舗としては記載されていなかった。なおイオンカテプリ新さっぽろは2016年4月に一時閉店したのち2016年12月に再開業したが、その際に運営がイオンモールに変更された（2024年7月より運営がイオンモールから札幌副都心開発公社に再移管され、イオングループを離脱。なお、同じ建物内にあるイオン新さっぽろ店＝旧・ダイエー新さっぽろ店は当社が運営を続けている）。
当社が西友から2024年10月1日に承継した店舗のうち、6店舗が同年11月から12月にかけて順次「イオン」へ転換（このうちの3店舗にはSC名称の「イオンショッピングセンター」も付記）の上で開業予定であることが発表されており、同年10月9日にはこのうちの3店舗がフード&ドラッグ（SSM）、2店舗が総合スーパー（GMS）、1店舗がスーパーマーケットのフォーマットとなることが発表された。同年11月2日にGMSの札幌西町店（イオン札幌西町ショッピングセンター、旧：西友西町店）が開業したのを皮切りに、同年11月9日にSSMの札幌平岸店（旧：西友平岸店）、同年11月22日にSSMの札幌清田店（旧：西友清田店）、同年11月30日にスーパーマーケットの札幌厚別店（イオン札幌厚別ショッピングセンター、旧：西友厚別店）、同年12月7日にSSMの札幌旭ヶ丘店（旧：西友旭ヶ丘店）、同年12月14日にGMSの札幌手稲駅前店（イオン札幌手稲駅前ショッピングセンター、旧：西友手稲店）が順次開業し、西友からの転換が完了した。

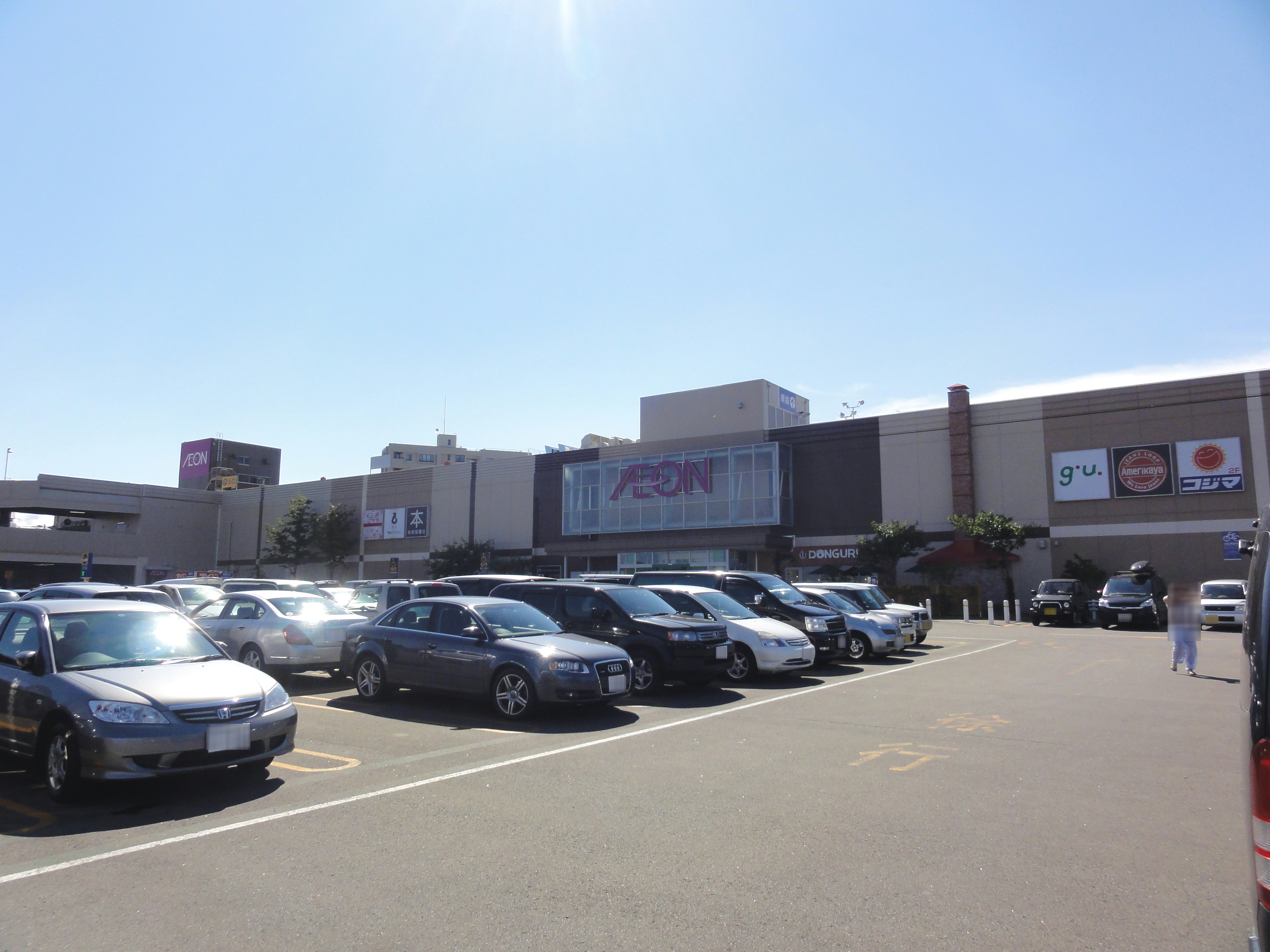
イオン札幌西岡SC（イオン札幌西岡店が入居、札幌市豊平区） ※「ジャスコ」ブランドで最後の新規店舗。かつてはダイエーハイパーマート→ダイエーやポスフールが営業していた。
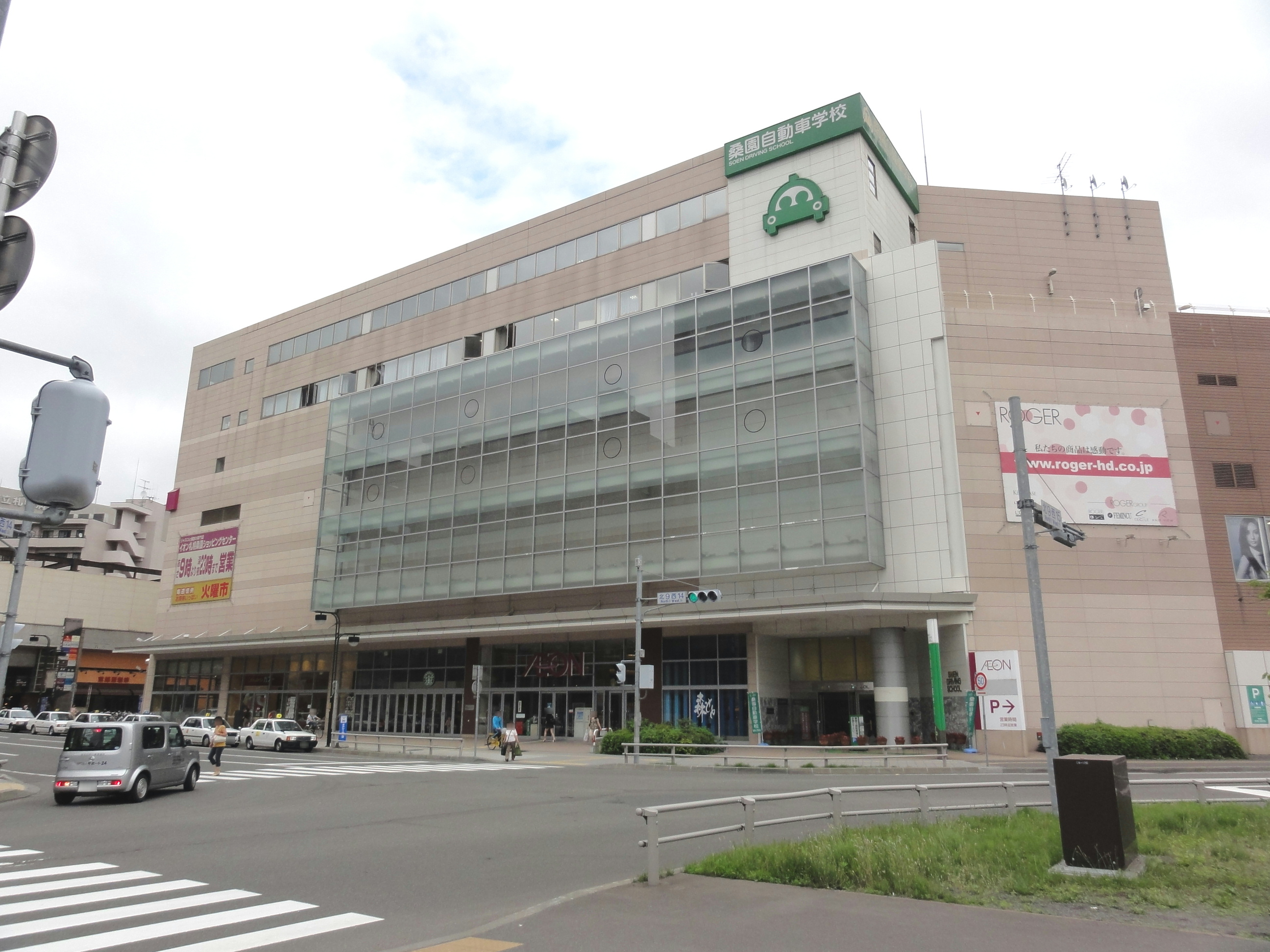
イオン札幌桑園SC（イオン札幌桑園店が入居、札幌市中央区） ※旧「ジャスコ」店舗。全国の「イオン」の中でも珍しく、SC内に自動車教習所を併設している。
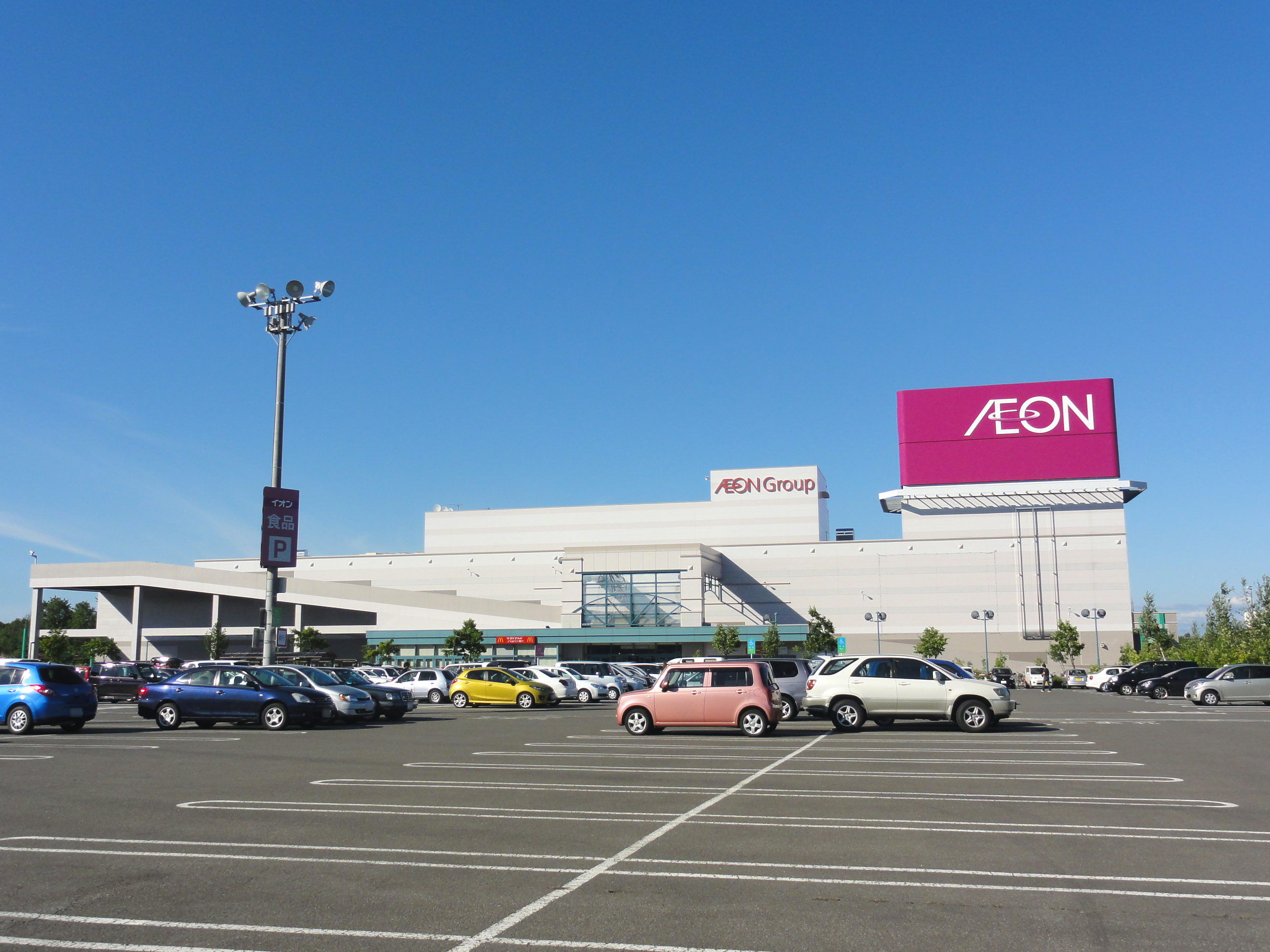
イオンモール札幌平岡（イオン札幌平岡店が入居、札幌市清田区） ※旧「ジャスコ」店舗
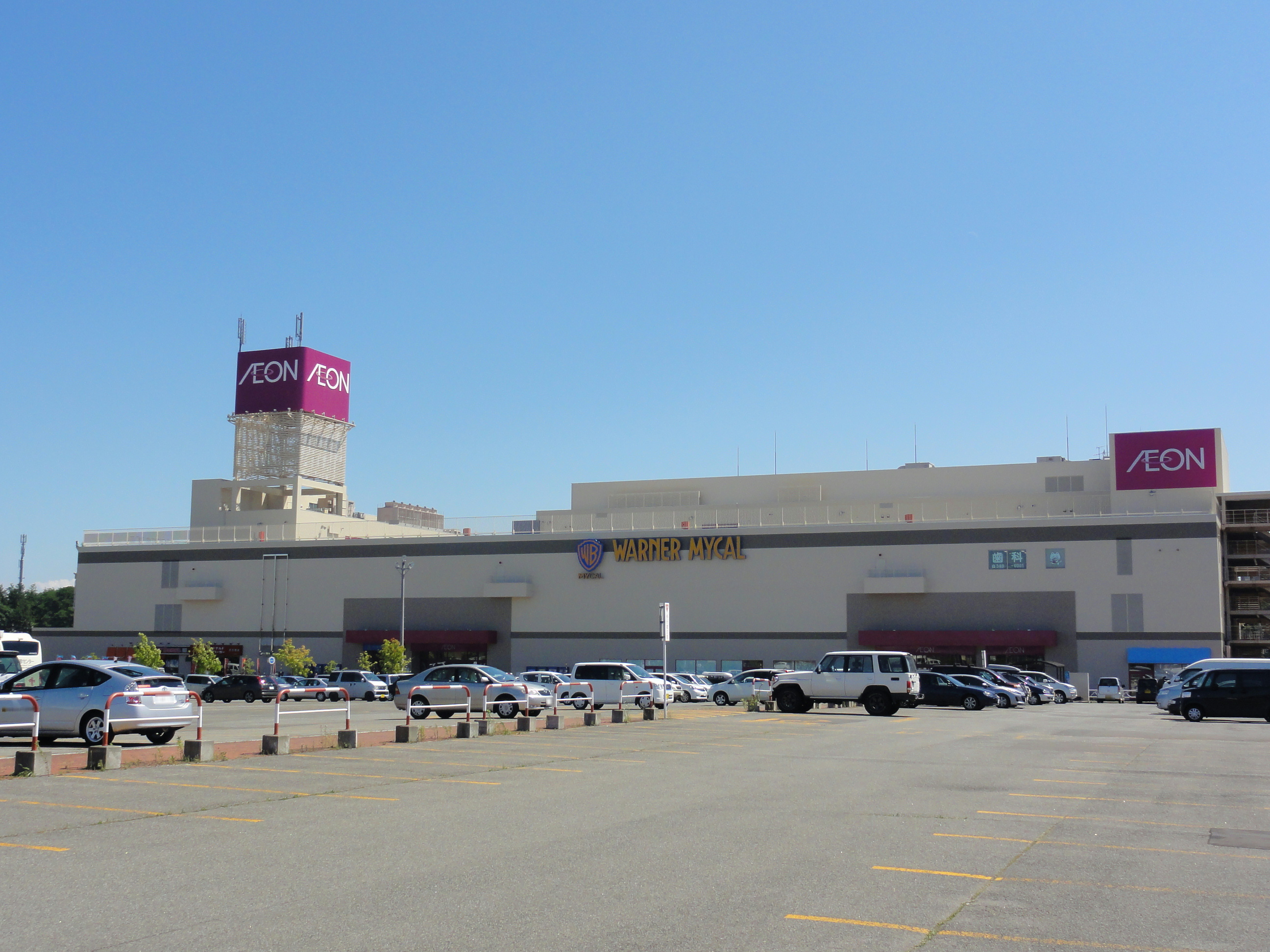
イオン江別店（江別市） ※旧「サティ」→「ポスフール」店舗。もとは当店隣接地に「ニチイ」の北海道1号店として開業、建て替え後に「サティ」に転換。
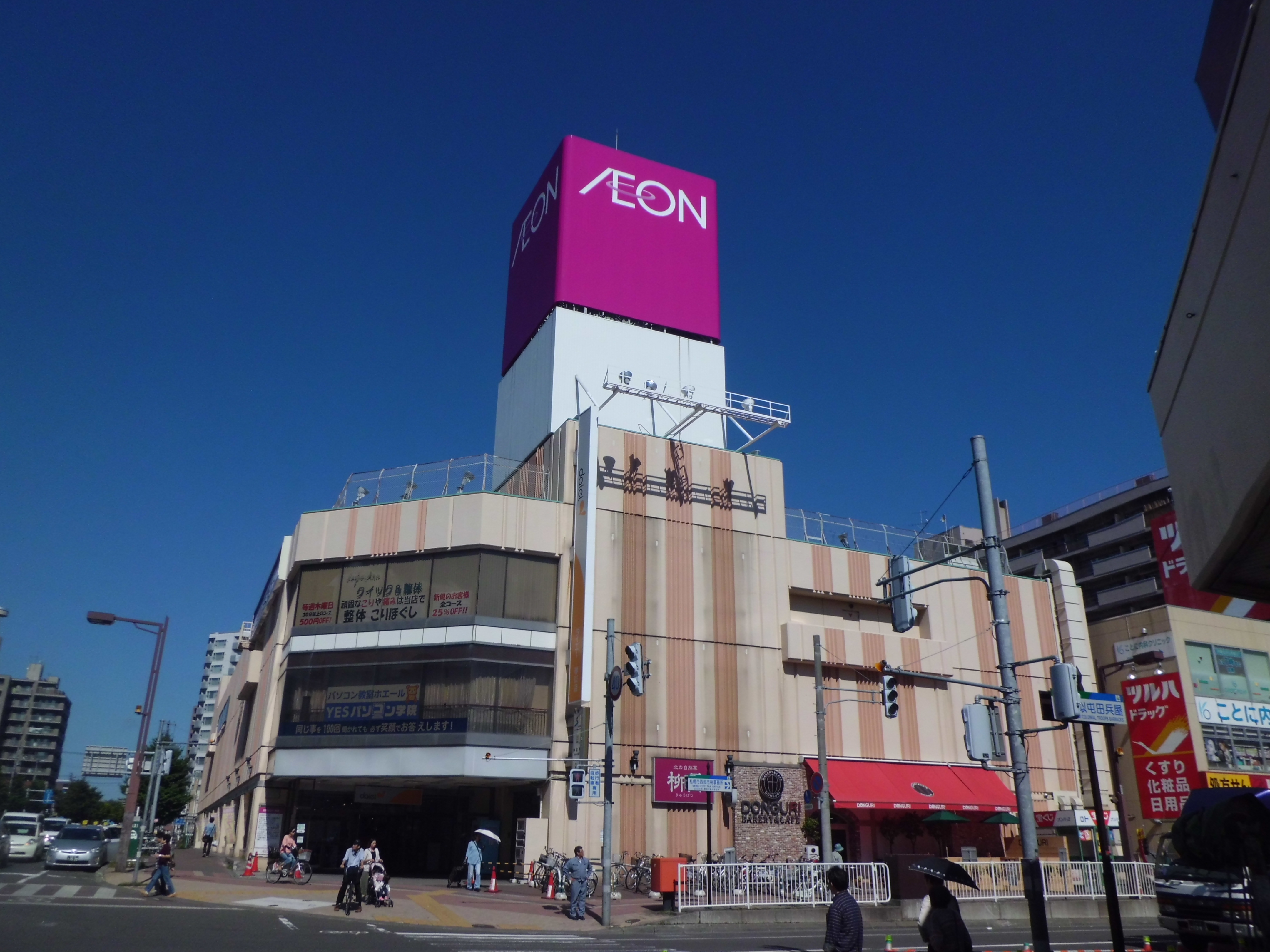
イオン札幌琴似店（札幌市西区） ※旧「ダイエー」店舗。道内の旧ダイエーおよびイオン全体でも現存最古の店舗
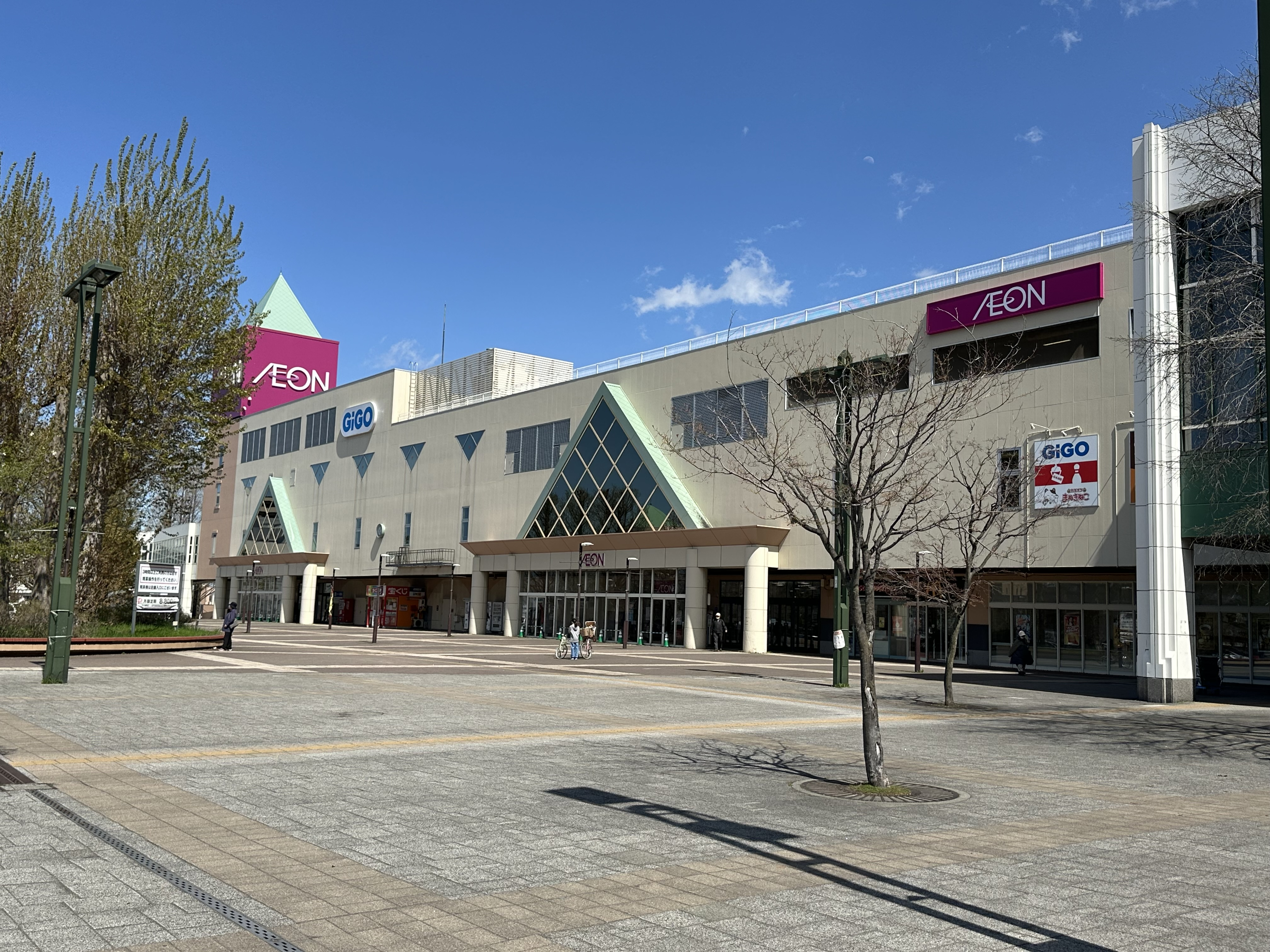
イオン札幌手稲駅前SC（イオン札幌手稲駅前店が入居、札幌市手稲区） ※旧「西友」店舗

#### 店舗一覧
出典:
- (A): 開業当初より「イオン」であった店舗
- (J): ジャスコからの改称
- (P): ポスフールからの改称
- (D): ダイエーからの改称
- (S): 西友からの改称

##### 札幌市
- イオンモール札幌苗穂
  - 札幌苗穂店 (J)
- イオンモール札幌平岡
  - 札幌平岡店 (J)
- イオンモール札幌発寒
  - 札幌発寒店 (J)
- イオン札幌桑園ショッピングセンター
  - 札幌桑園店 (J)
- イオン札幌元町ショッピングセンター
  - 札幌元町店 (J)
- イオン札幌西岡ショッピングセンター
  - 札幌西岡店 (J)
- イオン札幌厚別ショッピングセンター
  - 札幌厚別店 (S)
- イオン札幌西町ショッピングセンター
  - 札幌西町店 (S)
- イオン札幌手稲駅前ショッピングセンター
  - 札幌手稲駅前店 (S)
- 札幌旭ヶ丘店 (S)
- 札幌麻生店 (D)
- 札幌栄町店 (D)
- 北郷店(A)
- 東札幌店 (D)
- 札幌平岸店 (S)
- 南平岸店(A)
- 札幌清田店 (S)
- 新さっぽろ店 (D)
- 札幌琴似店 (D)
- 札幌藻岩店 (P)

##### 道央地方
- イオンモール苫小牧
  - 苫小牧店 (J)
- 江別店 (P)
- 千歳店 (P)
- 滝川店 (D)
- 岩見沢店 (P)
- 余市店 (P)
- 小樽店 (P)
- 伊達店 (P)
- 登別店 (P)
- 室蘭店 (P)
- 静内店 (P)

##### 道南地方
- 上磯店 (D)
- 湯川店 (D)

##### 道北地方
- イオンモール旭川西
  - 旭川西店 (J)
- イオンモール旭川駅前（イオンモール運営）
  - 旭川駅前店 (A)
- イオン名寄ショッピングセンター
  - 名寄店(P)
- 旭川永山店 (P)
- イオン旭川春光ショッピングセンター
  - 旭川春光店 (A)

##### 道東地方
- イオンモール釧路昭和
  - 釧路昭和店 (J)
- 紋別店 (P)
- 北見店 (P)
- 根室店 (P)
- 厚岸店 (P)
- 釧路店 (P)
- 帯広店 (P)

### イオンスーパーセンター
イオングループが展開するスーパーセンター店舗。「ジャスコ」同様、2007年8月21日にイオンから3店舗を承継している。2020年3月1日の時点でも3店舗を展開。全店舗がイオンショッピングセンターの核店舗である。

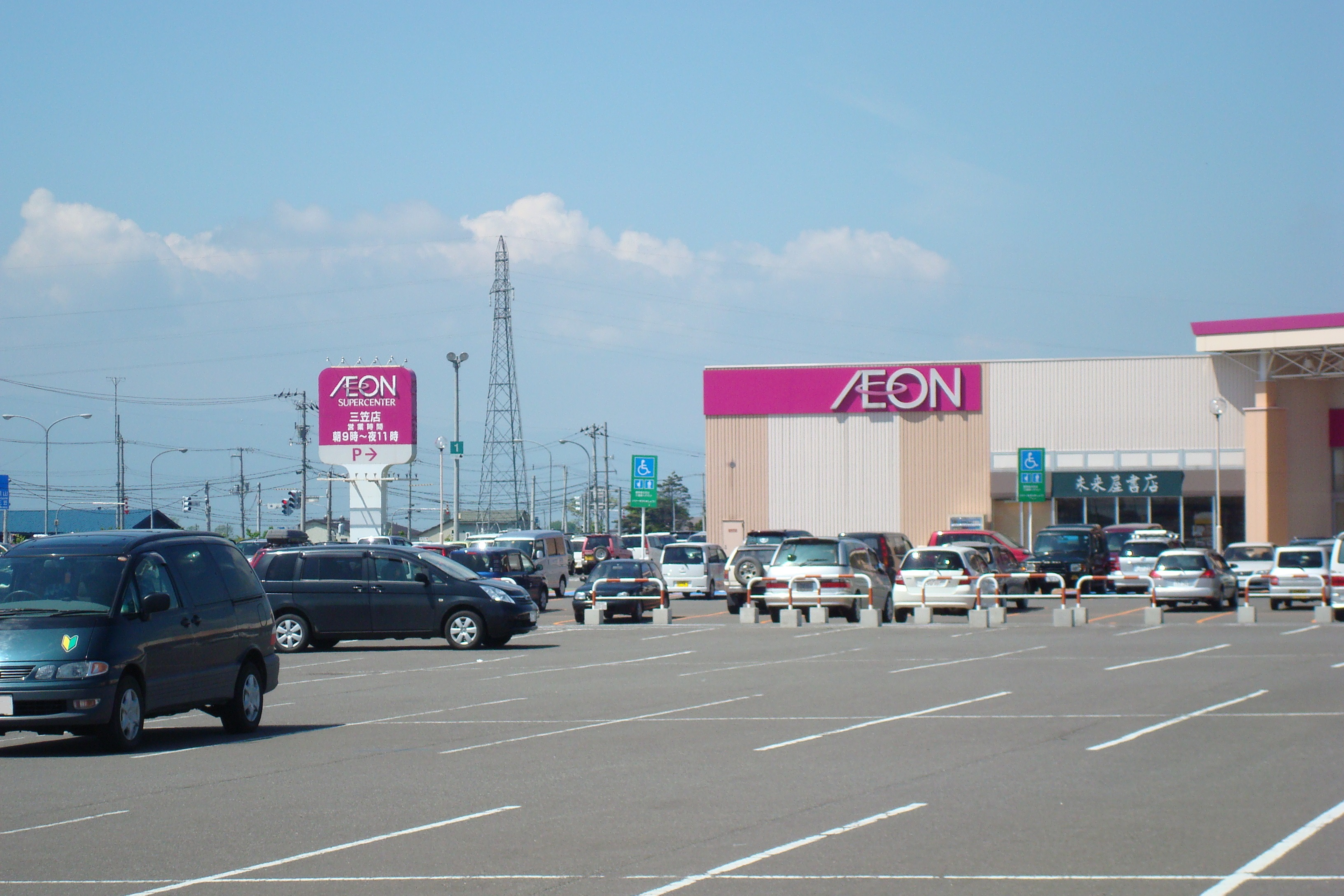
イオン三笠SC（イオンスーパーセンター三笠店が入居、三笠市）
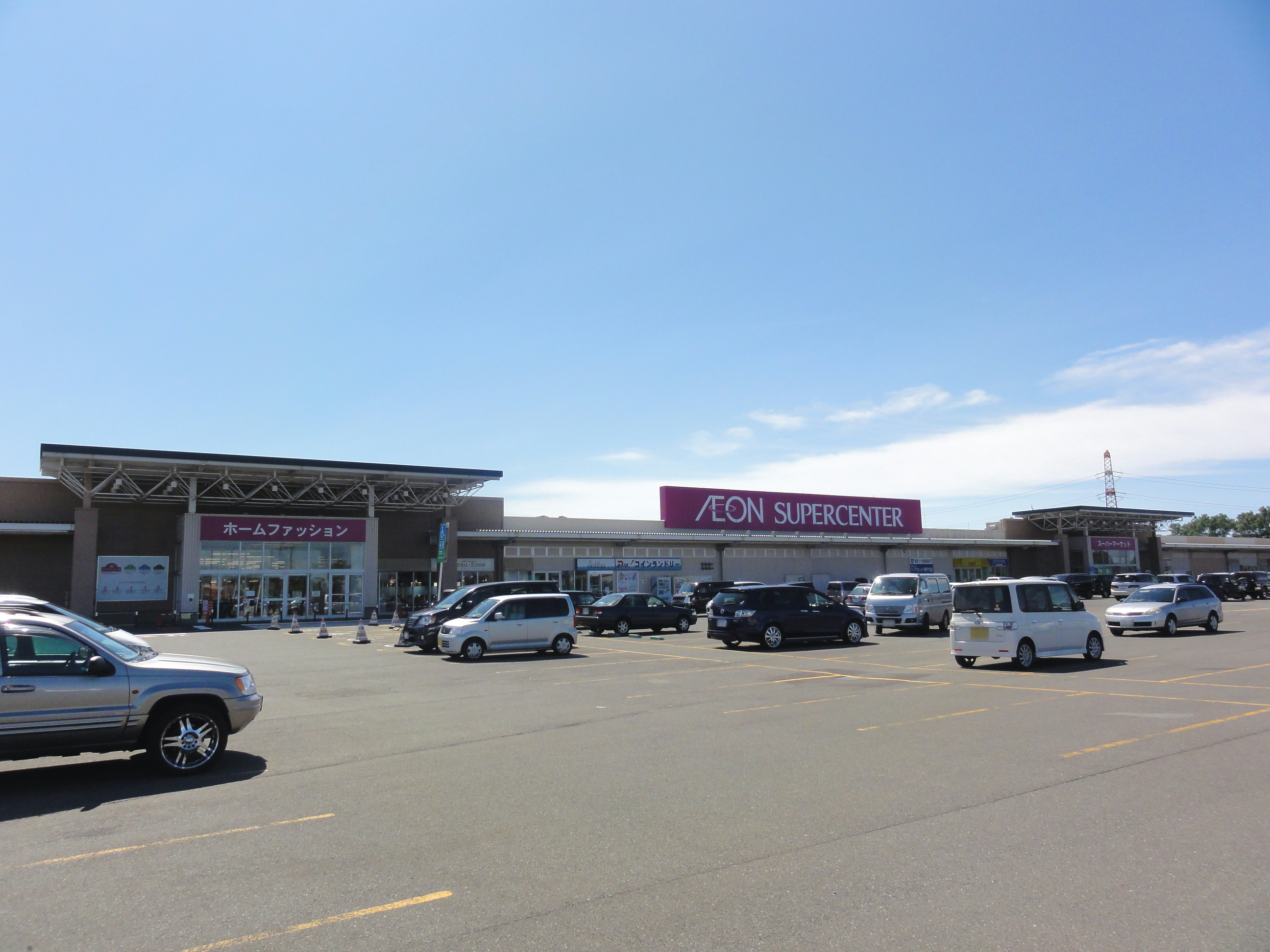
イオン石狩緑苑台SC（イオンスーパーセンター石狩緑苑台店が入居、石狩市）
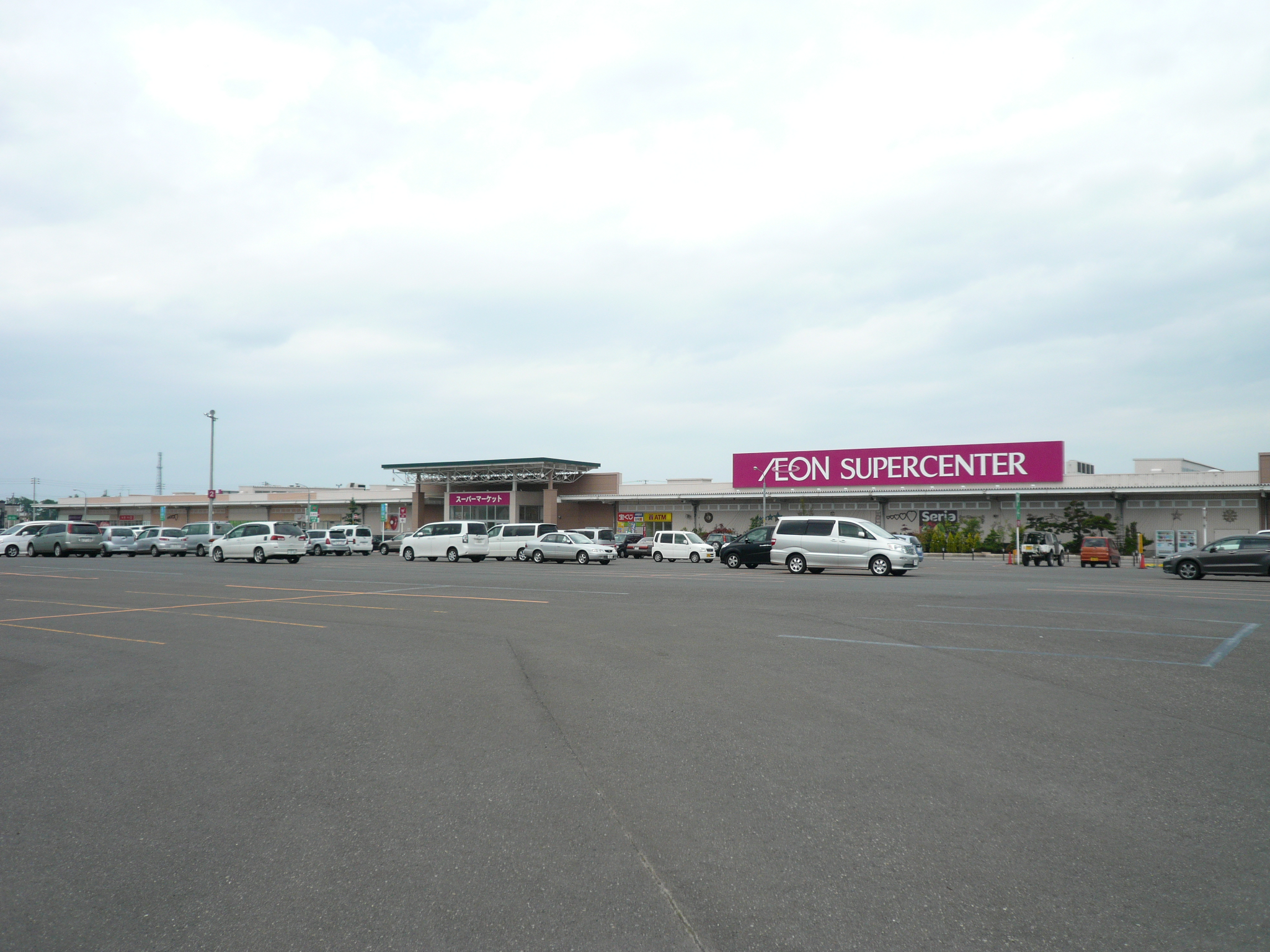
イオン札幌手稲山口SC（イオンスーパーセンター手稲山口店が入居、札幌市手稲区）

### まいばすけっと
都市型小型店舗業態。元々はまいばすけっと（それ以前はイオン→イオンリテール）が東京都と神奈川県に展開していたが、同社以外のイオングループ企業による出店は初となった。
当社では2020年3月1日の時点で38店舗を展開する。すべて札幌市に所在する（店舗があるのは中央区・東区・北区・西区・白石区・厚別区・豊平区）。

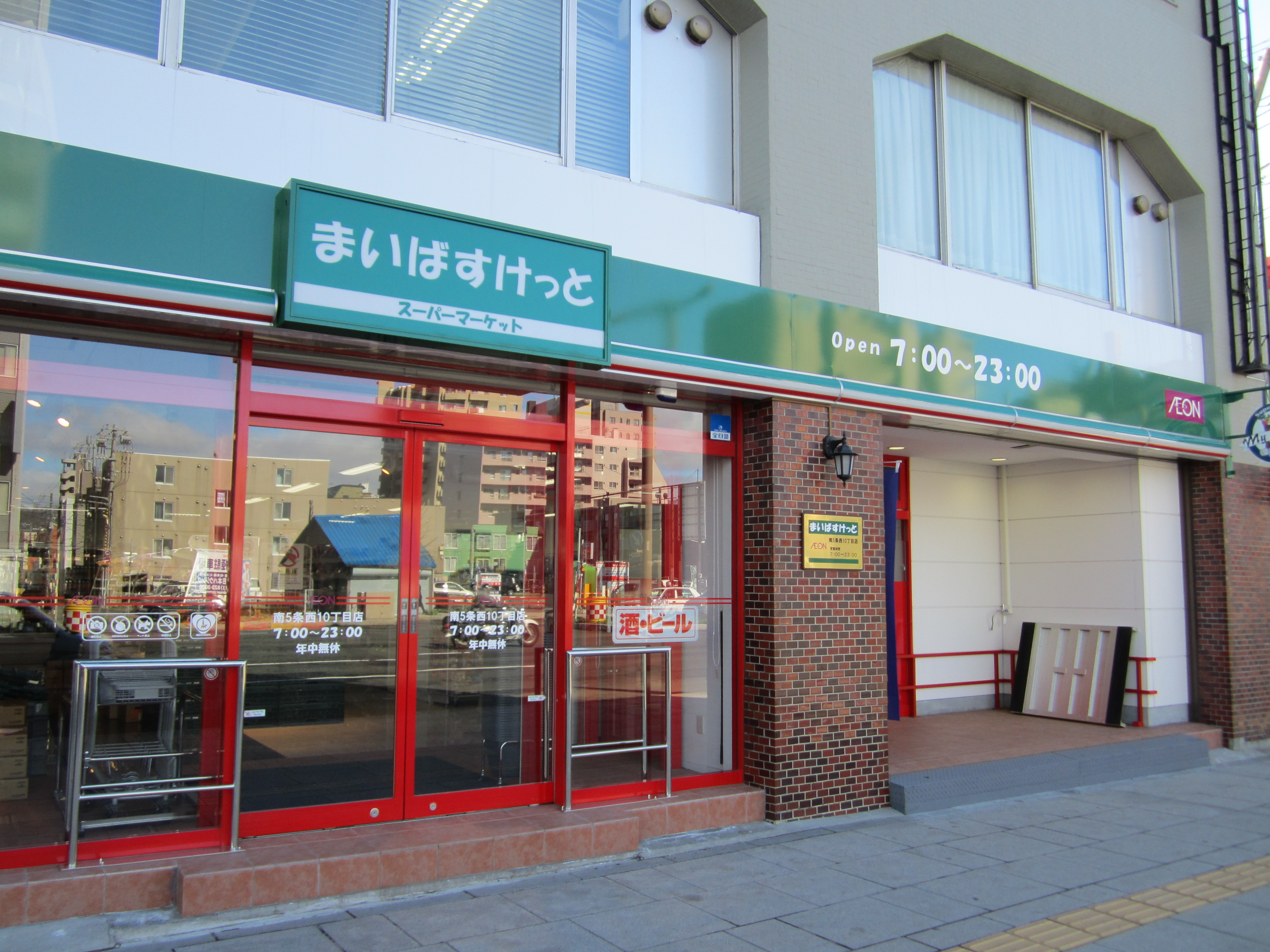
まいばすけっと南5条西10丁目店 （札幌市中央区）

### イオンバイク
イオングループが展開する自転車専門店。当社が運営する店舗は札幌市、旭川市、北見市、釧路市、苫小牧市の5店舗（2015年3月7日現在）。

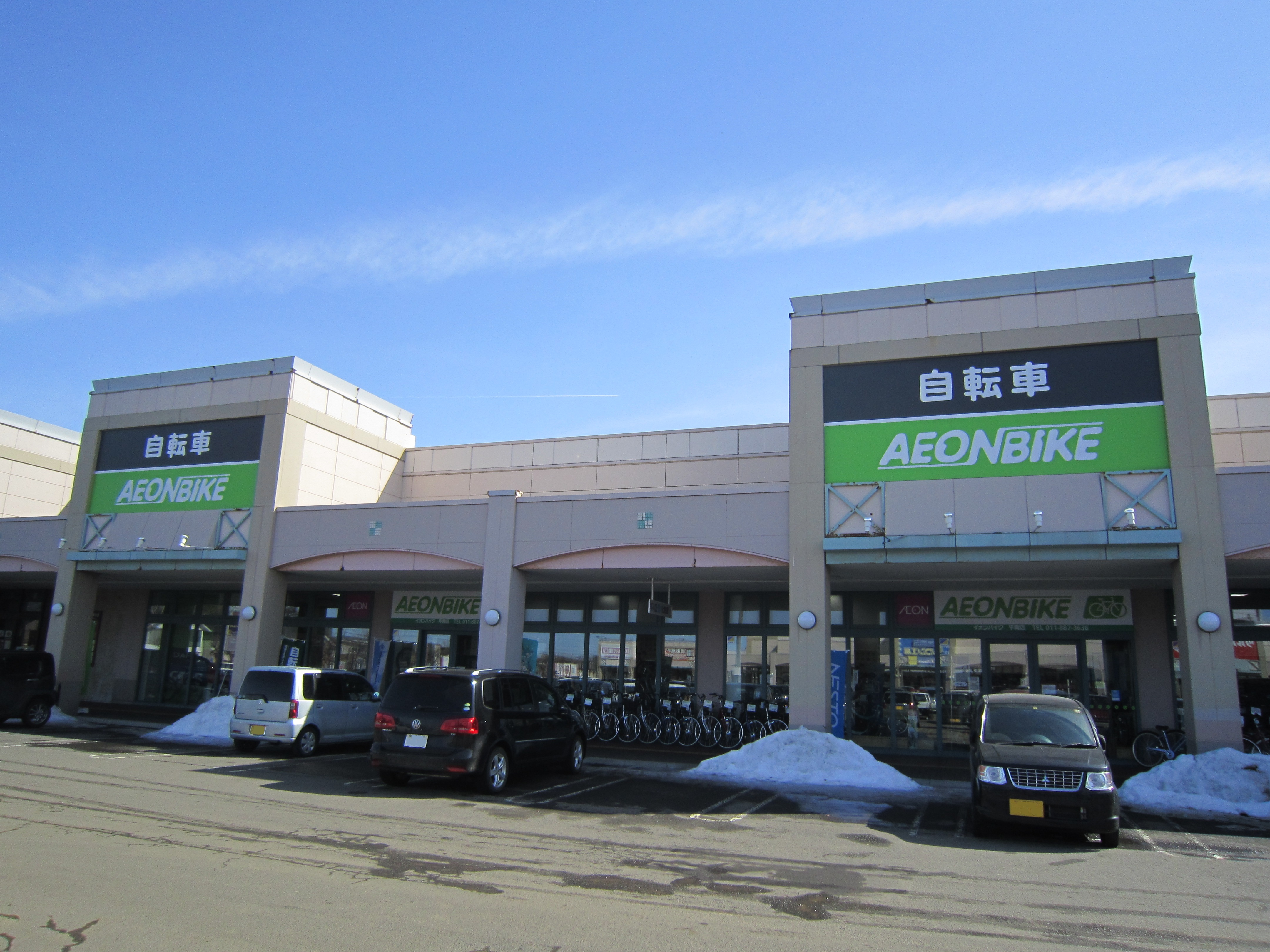
イオンバイク 札幌平岡店 （札幌市清田区、イオンタウン札幌平岡内）

### マックスバリュ
2020年3月1日のマックスバリュ北海道との合併に伴い継承した店舗ブランドで、合併で59店舗を継承。イオングループが国内及び海外で展開する食品中心のスーパーマーケット。
合併後、2024年10月26日までに5店舗の開店と6店舗の閉店が行われたことで、同日時点で58店舗を運営する。
当社が西友から2024年10月1日に承継した店舗のうち、宮の沢店が同年10月26日に「マックスバリュ」に転換され開業した。

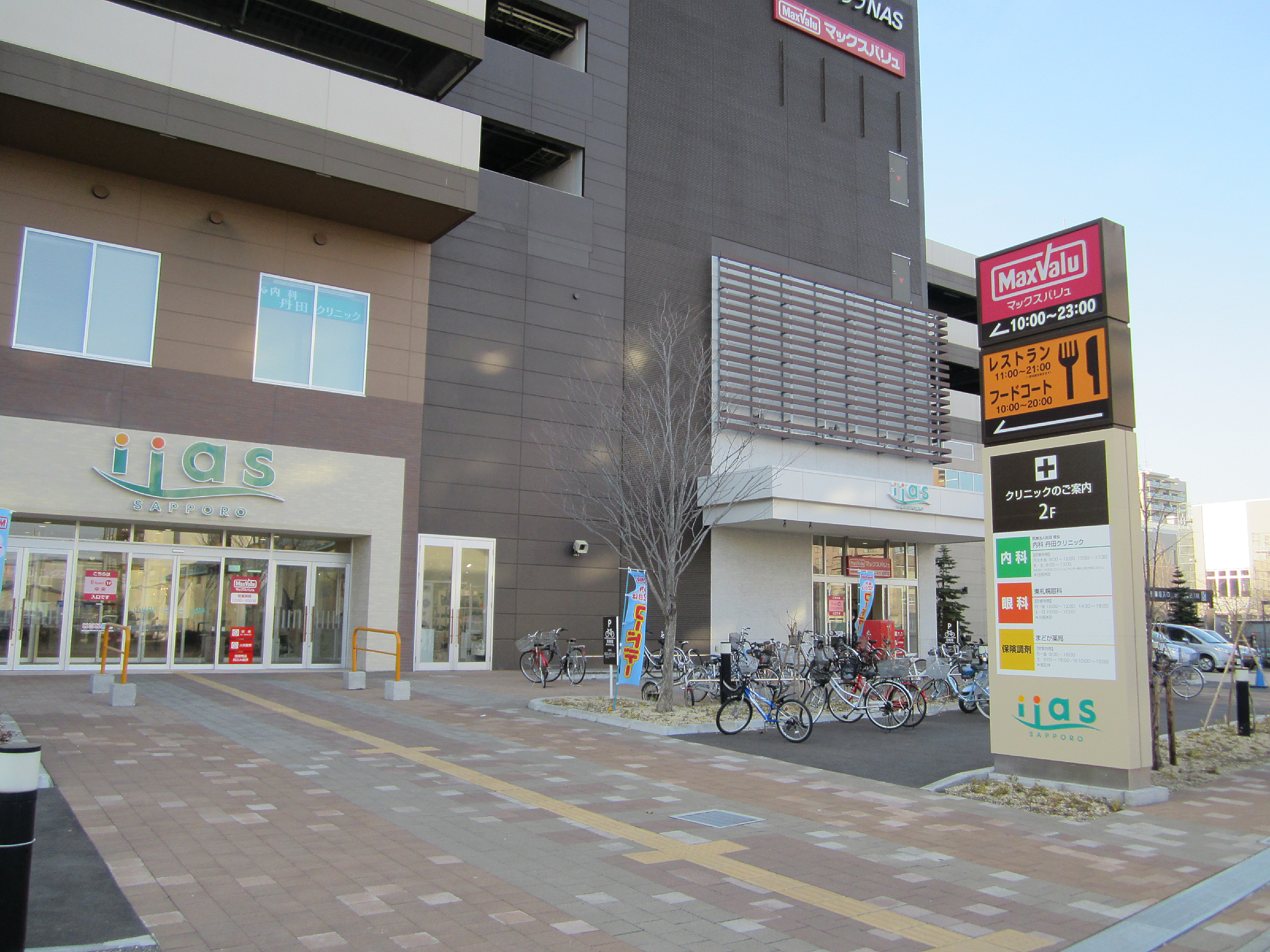
マックスバリュ東札幌店 （札幌市白石区、イーアス札幌＝現・ラソラ札幌内）
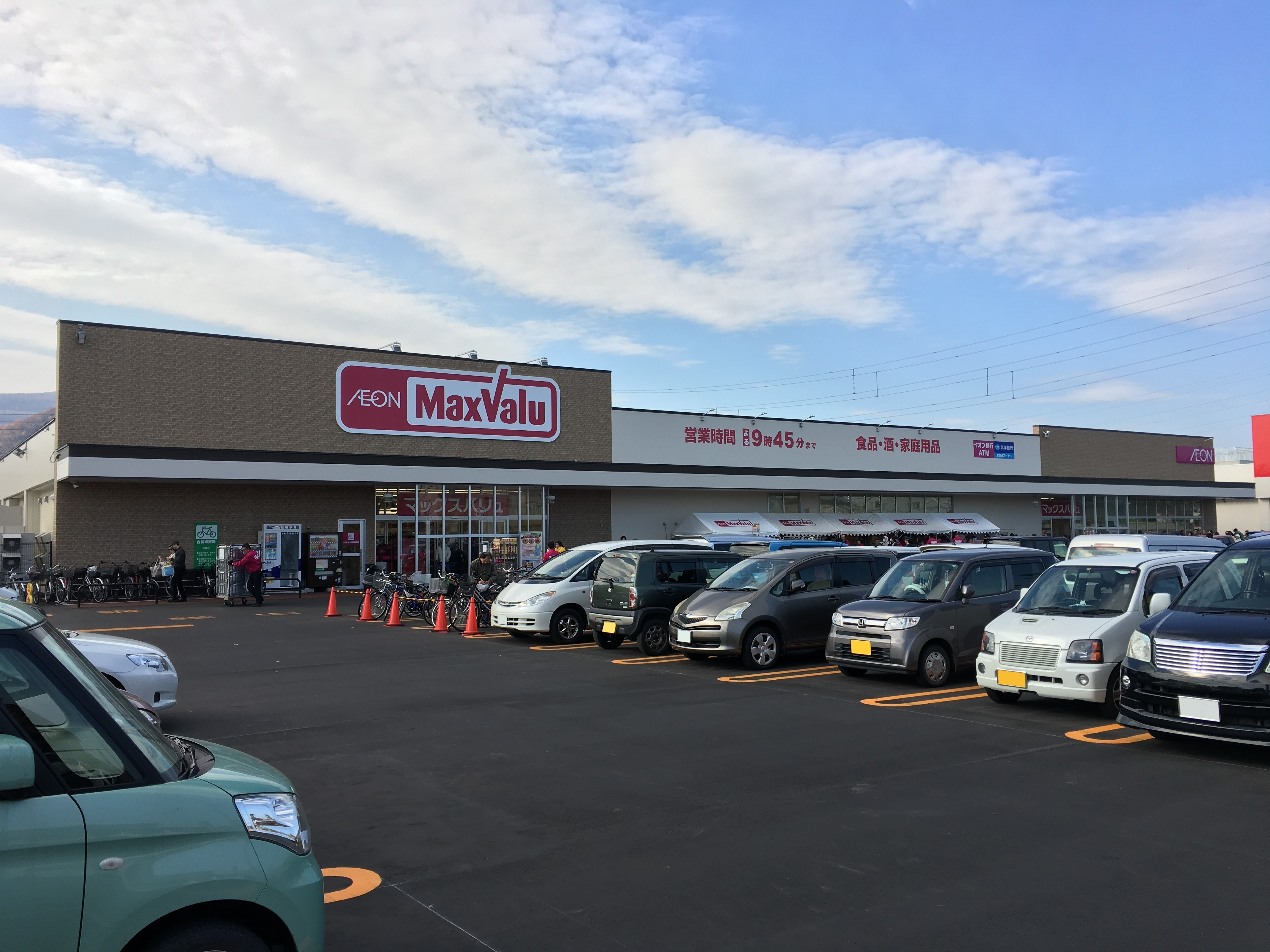
マックスバリュ新発寒店 （札幌市手稲区、クロスモール新発寒内）
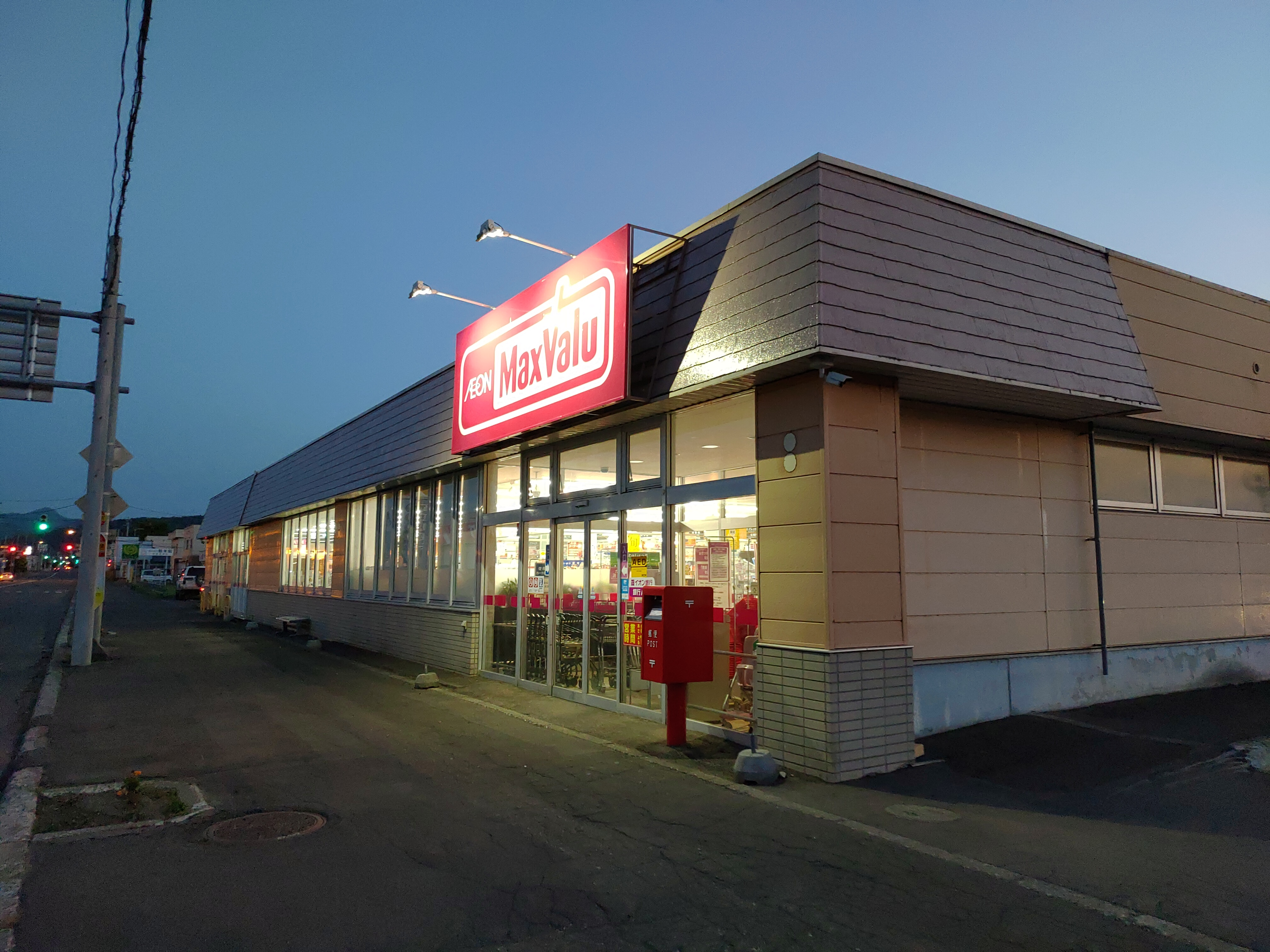
マックスバリュ芦別店（芦別市） ※旧りょーゆー→ジョイ店舗
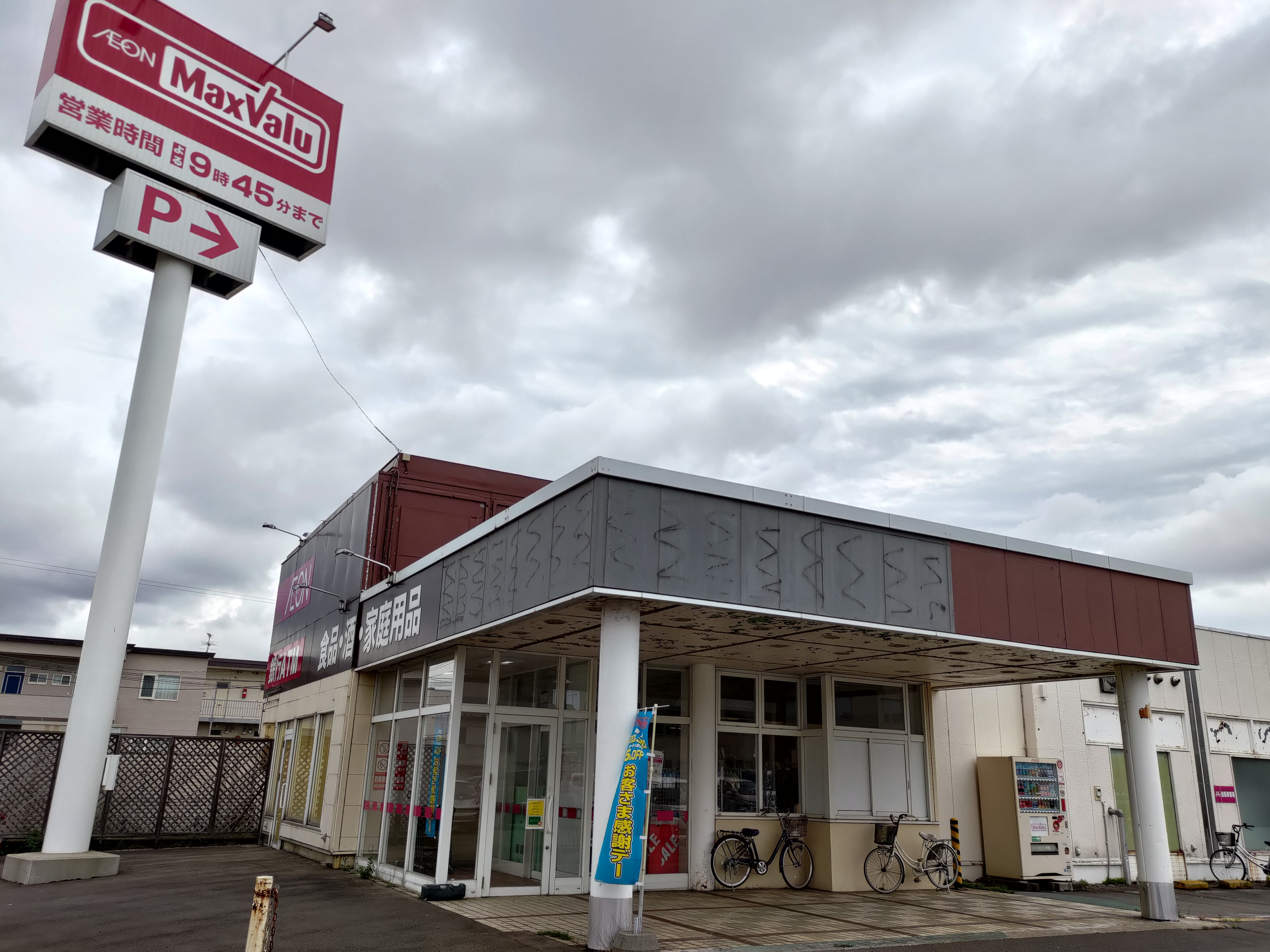
マックスバリュ万代店（函館市） ※旧ボーニストア→ダイエー→グルメシティ店舗

### マックスバリュ エクスプレス
2020年3月1日のマックスバリュ北海道との合併に伴い継承した店舗ブランドで、合併で3店舗を継承。
合併後、2023年3月9日までに1店舗の開店が行われたため、同日時点では4店舗を運営する。いずれも札幌市に所在する。
2009年3月にイオンリテール（2010年にスーパーマーケット事業を複数の地域事業会社へ分社化）が立ち上げたもので、"シンプル&フレッシュ よいものを、手軽に" をコンセプトに展開する都市型小規模店舗業態。

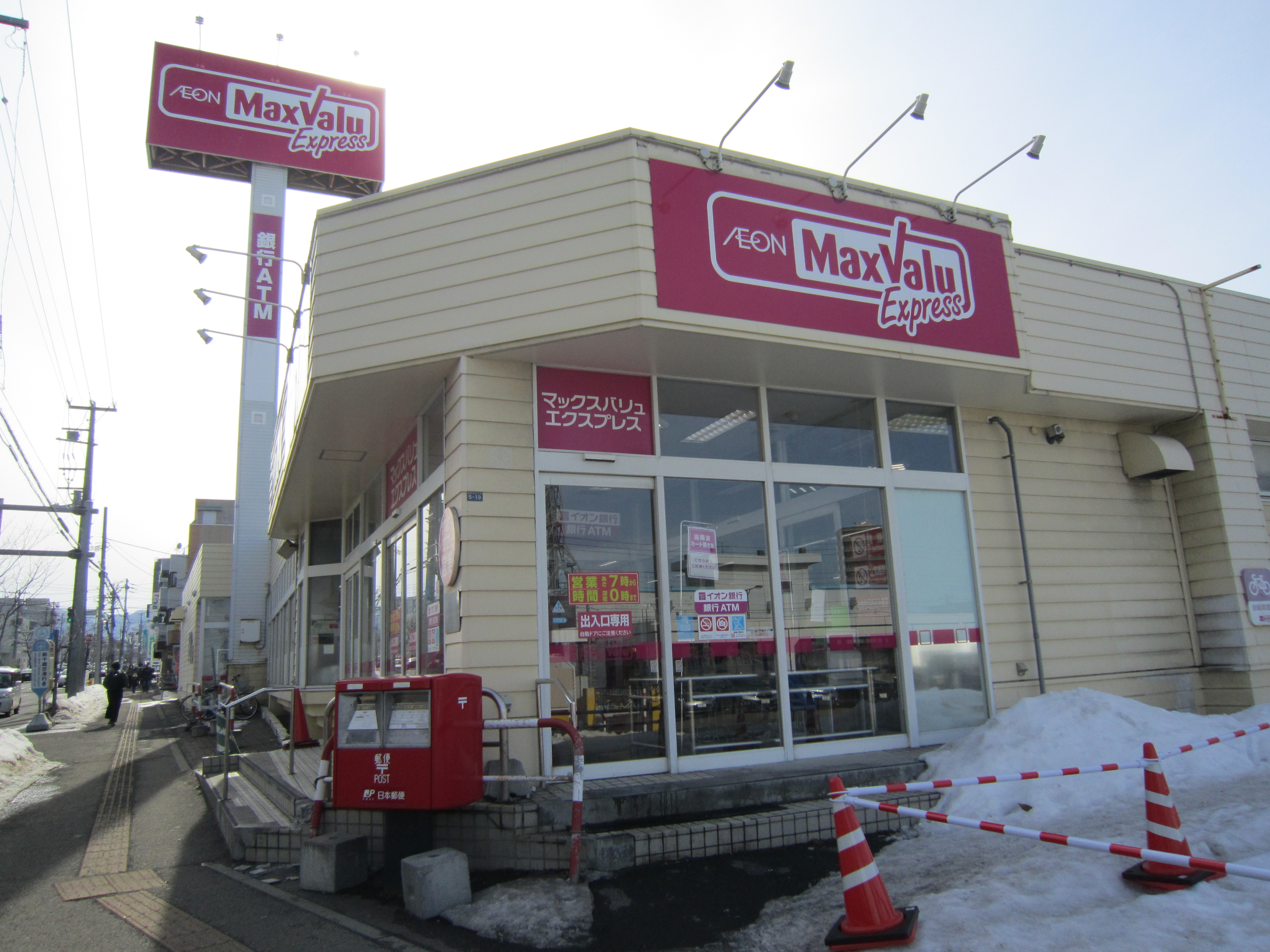
マックスバリュ エクスプレス 発寒南駅前店 （札幌市西区） ※旧ジョイ店舗

### 札幌フードセンター
2020年3月1日のマックスバリュ北海道との合併に伴い継承した店舗ブランドで、合併で3店舗を継承。マックスバリュ北海道と改称される前の札幌フードセンター時代から展開していた店舗で、継承した店舗はいずれも札幌市に所在する。
なお、旧フードセンター時代からの独自サービスで毎月12日に開催されている「フードデー」はマックスバリュ北海道となって以降も継続しており、2016年頃よりイオンカード等提示を割引条件から撤廃した「HYPERフードデー」にリニューアルした上で「マックスバリュ」の各店舗でも開催されている。

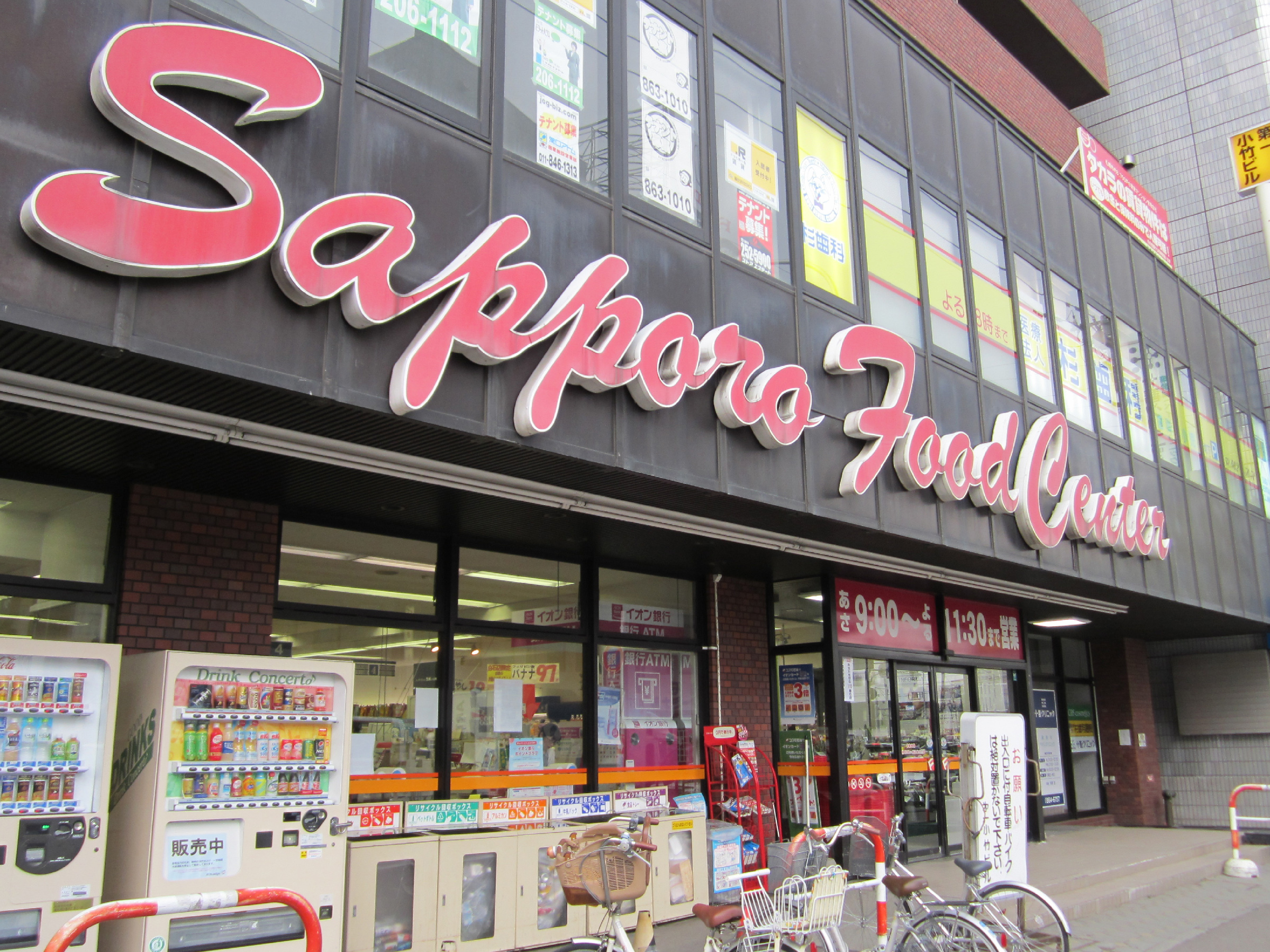
札幌フードセンター白石店 （札幌市白石区） ※マックスバリュ北海道当時の2020年1月31日をもって閉店
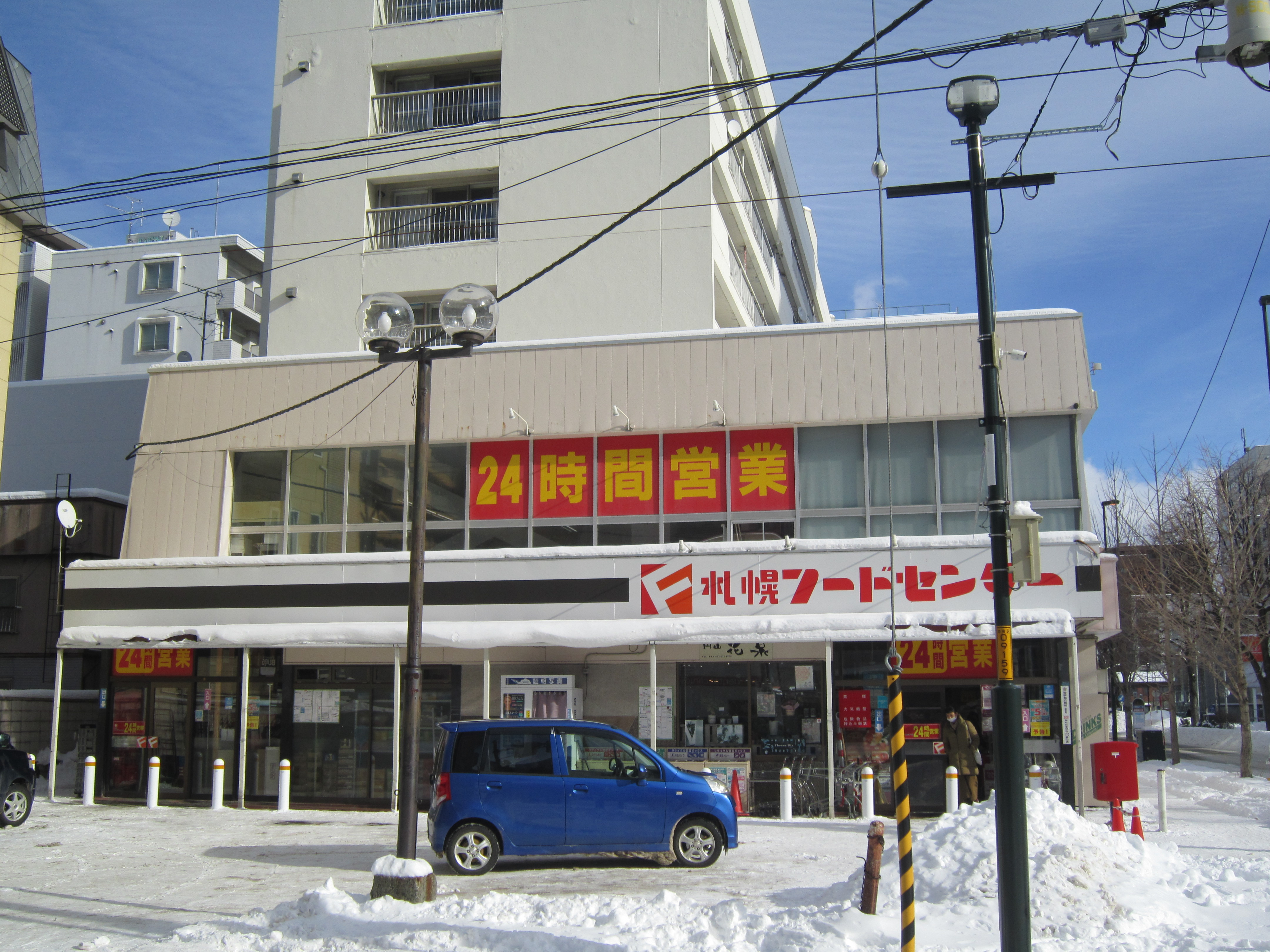
札幌フードセンター 円山店 （札幌市中央区）

### ザ・ビッグ
2020年3月1日のマックスバリュ北海道との合併に伴い継承した店舗ブランドで、合併で13店舗を継承。元々は広島県を拠点にスーパーマーケット事業を展開していたみどり（その後事業再編によりマックスバリュ西日本を経て現在はフジ）の独自業態だったものの、その後広域展開されているイオングループのディスカウントストア。
合併後、2024年12月7日までに5店舗の開店が行われたため、同日時点では18店舗を運営する。
殆どが他業態からの業態転換により出店されており、新規店舗はマックスバリュ北海道が開設した2店舗と当社が新設した2店舗の4店舗となっている。
マックスバリュ北海道としての運営当時、「ザ・ビッグ」は札幌・旭川・釧路の都市圏でのみ展開しており、他地域では通常の食品スーパー（「マックスバリュ」など）を展開していた。理由としては、札幌以外の北海道の都市圏においては、ドミナント出店の観点で業態を分散させるほどの人口がないためとしていた。当社がマックスバリュ北海道と合併した時点で、旭川市には2店舗の「ザ・ビッグ」、釧路市には4店舗の「ザ・ビッグ」がある一方、これらの市には「マックスバリュ」などの同社による通常の食品スーパーは展開されていなかった（過去にマックスバリュ北海道当時に運営されていた店舗はあった）。
その後の2024年4月30日にイオン北海道は、7月に十勝地区へ初出店する計画（帯広市の「マックスバリュイーストモール店」をザ・ビッグに転換）を発表、同年7月19日に開業した。
当社が西友から2024年10月1日に承継した店舗のうち、福住店（豊平区）が同年11月30日に、元町店（東区）が同年12月7日に順次「ザ・ビッグ」へ転換され開業した。

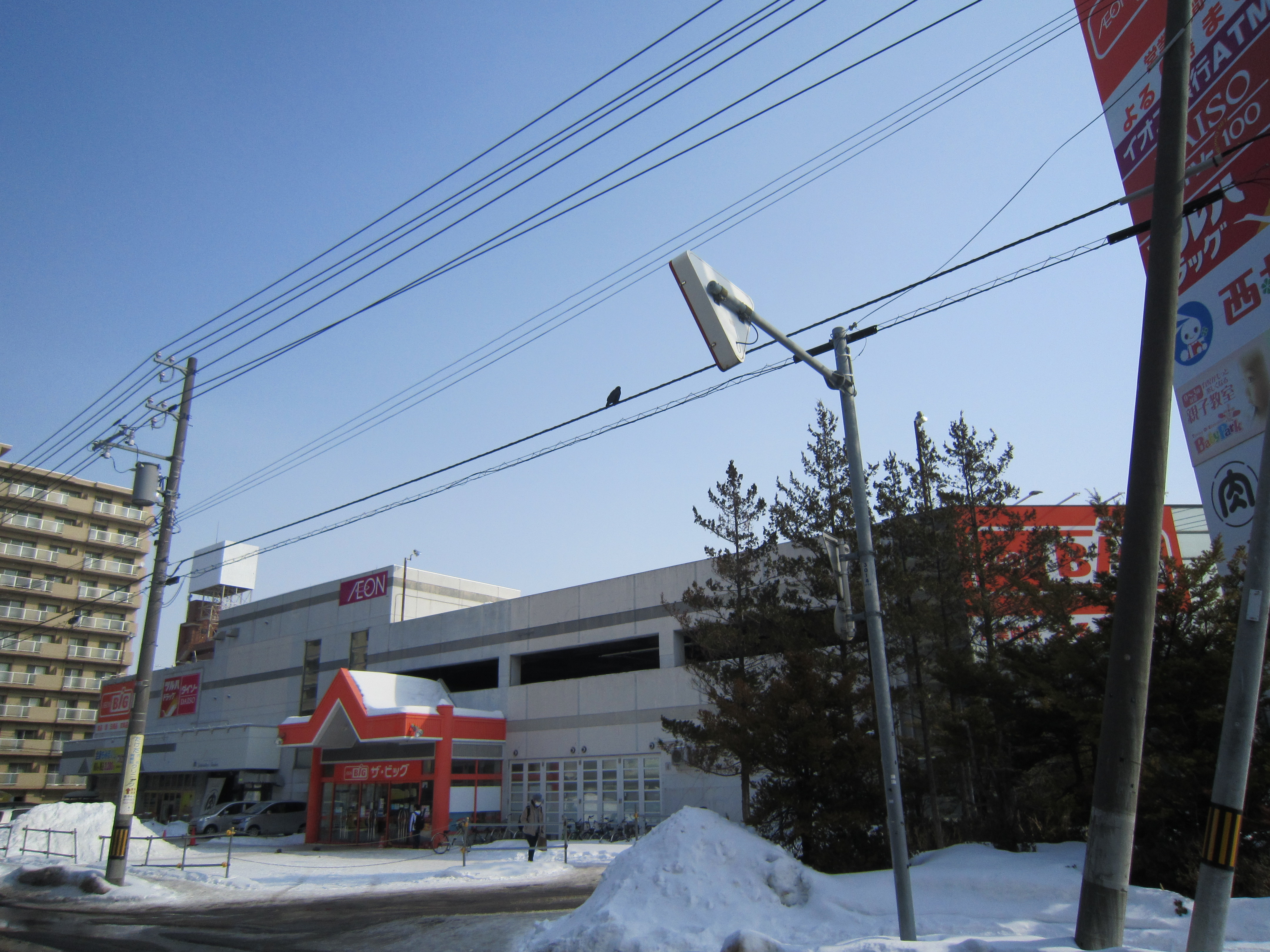
ザ・ビッグ 豊平店（札幌市豊平区） ※旧札幌フードセンター店舗
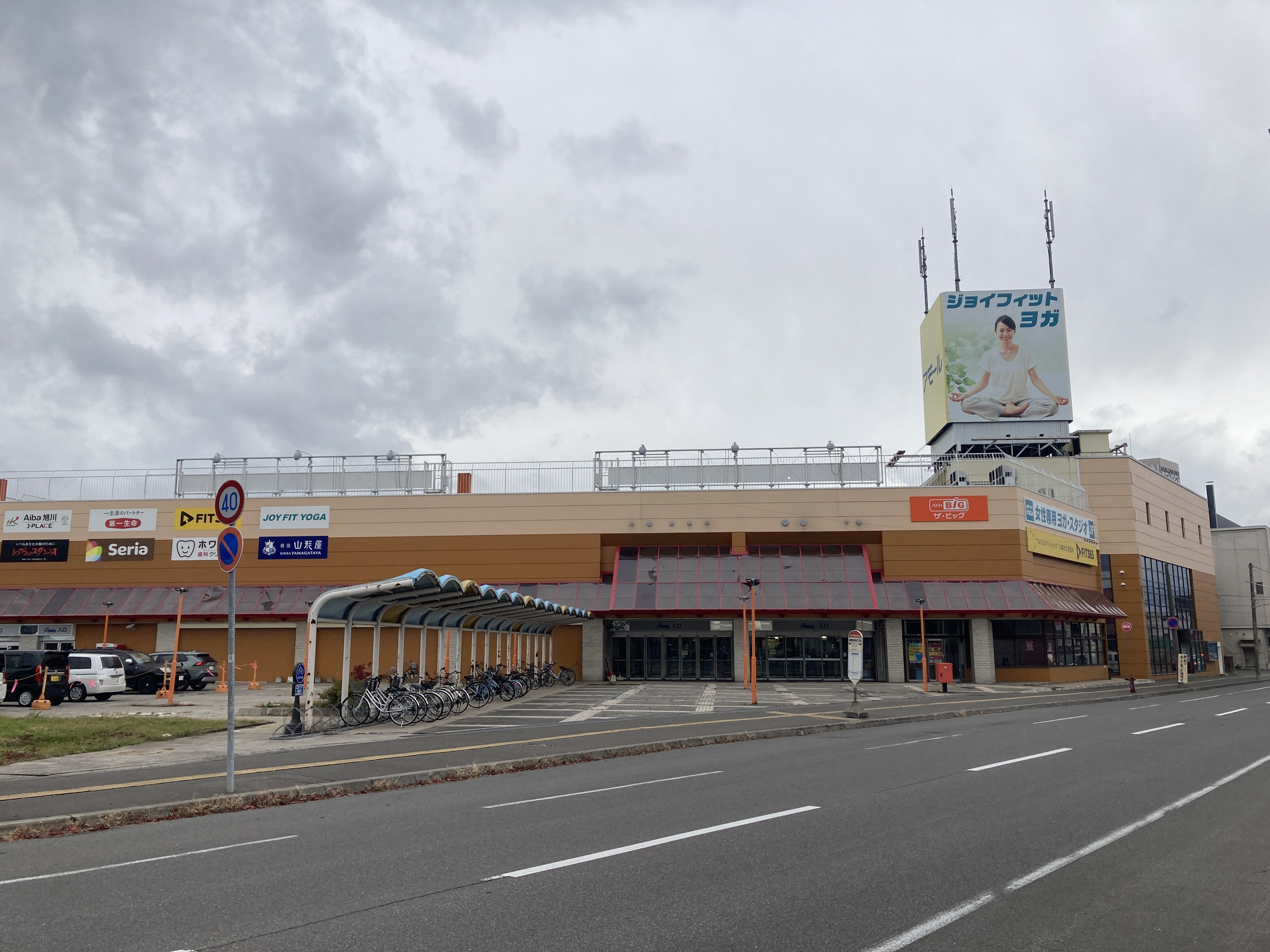
ザ・ビッグ アモール店（旭川市） ※旭友ストアー→コープさっぽろ跡地に出店

### ザ・ビッグ エクスプレス
2020年3月1日のマックスバリュ北海道との合併に伴い継承した店舗ブランドで、合併で5店舗を継承。
合併後、2024年9月27日までに2店舗の開店が行われたため、同日時点では7店舗を運営する。全店舗が他業態からの業態転換による出店となっている。
ザ・ビッグの小型店で、ザ・ビッグが店舗面積2000平方メートル規模を中心とするのに対し、1000平方メートル規模の店舗をザ・ビッグ エクスプレスとしている。

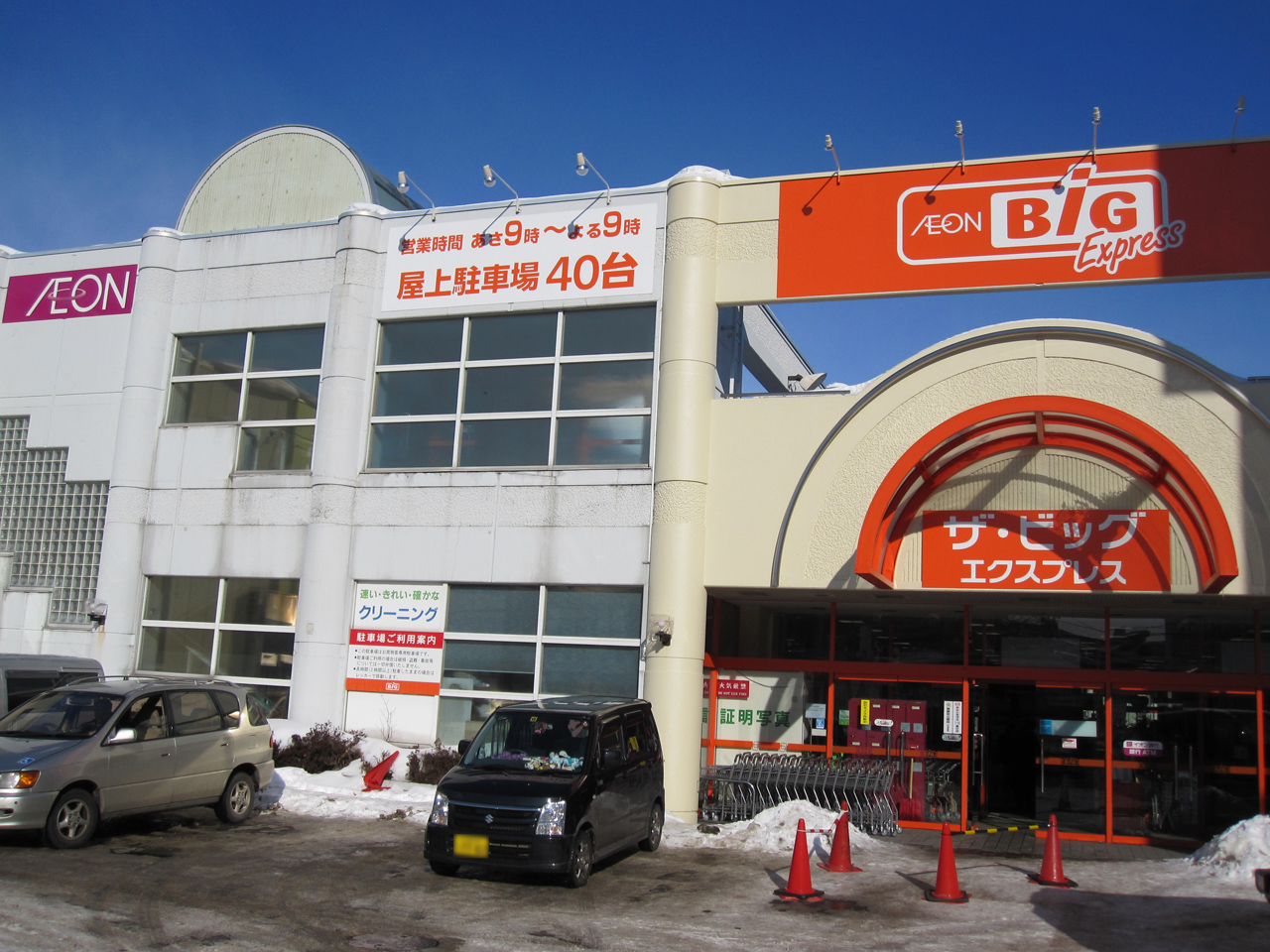
ザ・ビッグ エクスプレス白石中央店 （札幌市白石区） ※旧札幌フードセンター店舗
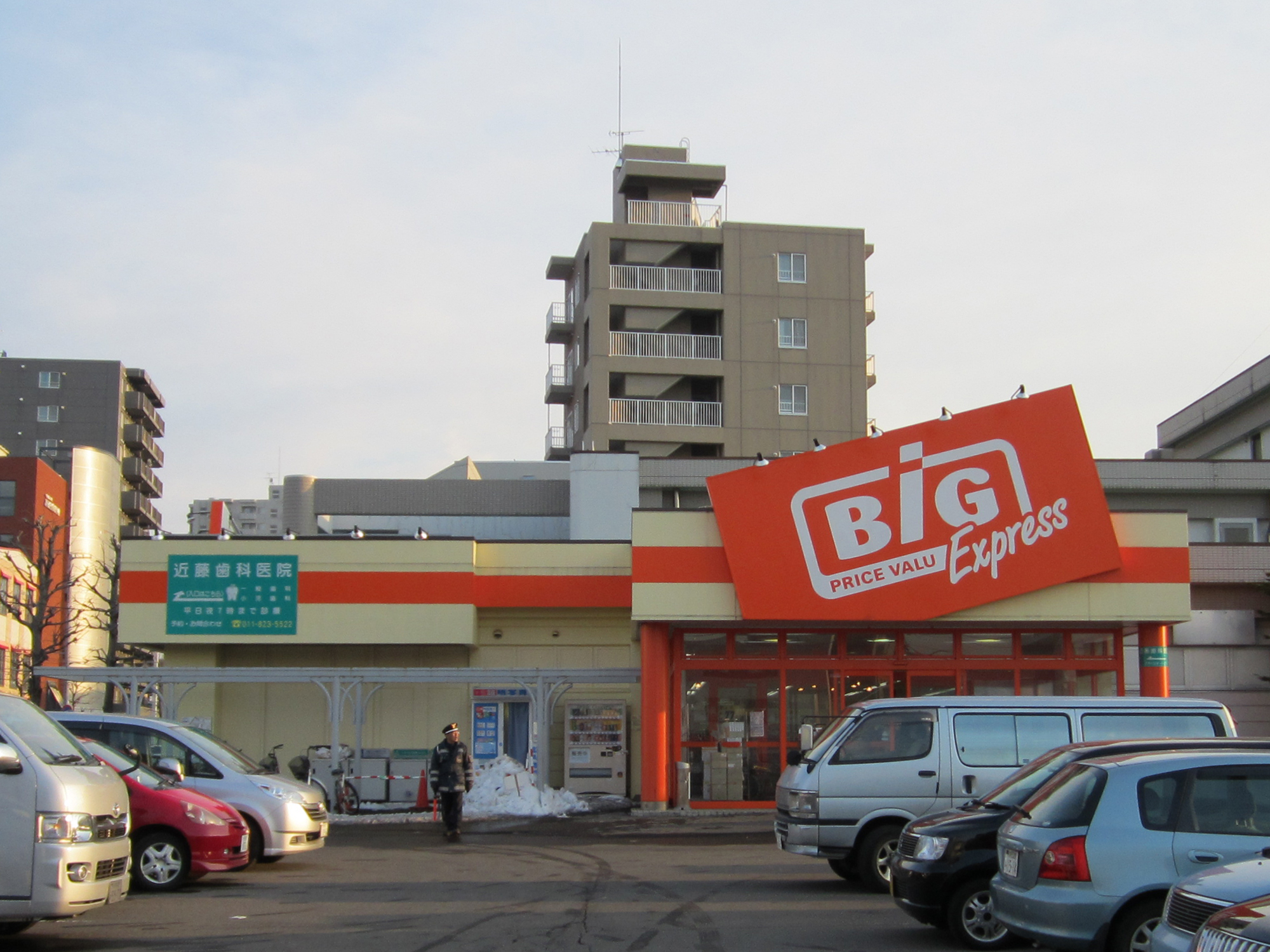
ザ・ビッグ エクスプレス平岸店 （札幌市豊平区） ※旧プライスマート店舗
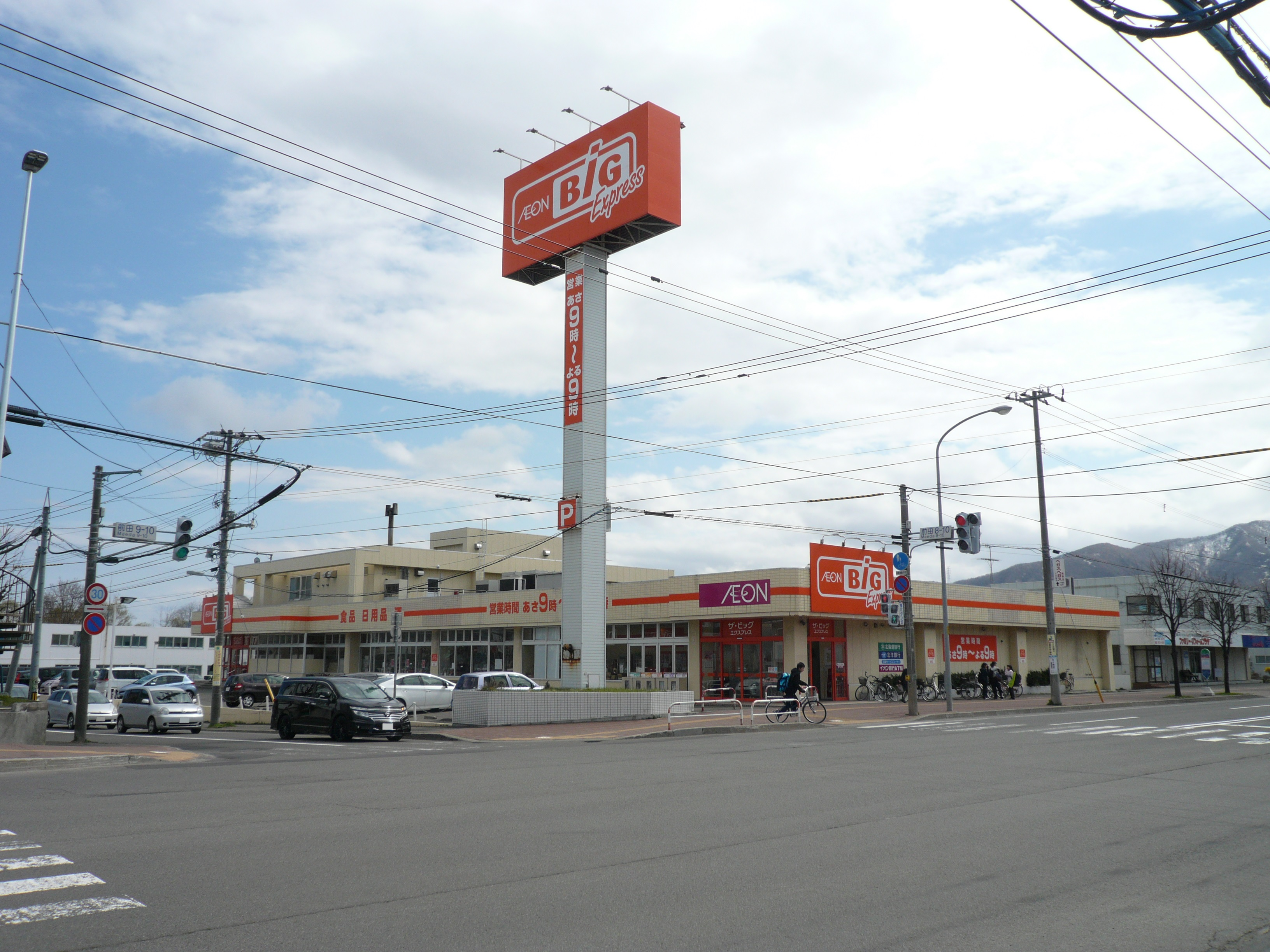
ザ・ビッグ エクスプレス前田店 （札幌市手稲区） ※旧ジョイ店舗

### 過去に存在した店舗ブランド
旧・マックスバリュ北海道が運営していてその当時に消滅した店舗ブランドについては、マックスバリュ北海道#法人消滅以前に終了した店舗ブランドを参照。

#### ジャスコ
ジャスコグループ→イオングループ各社共通の総合スーパーの店舗ブランド。
前述の通り、2011年3月1日に「イオン」に改称したことにより消滅。

#### ニチイ・サティ
いずれもマイカルグループ各社共通の総合スーパーの店舗ブランド。
- 「ニチイ」は大部分の店舗が「サティ」に転換され（「ニチイ」当時に閉店した店舗もある）、当社においては1999年にニチイ大谷地店が大谷地サティに転換されたことで消滅。
- 「サティ」は、当社においては2002年5月に大谷地サティ以外のサティ全店舗が「ポスフール」に改称、2002年10月16日に大谷地サティが閉店したことにより消滅。

#### ホクホー・ポスフール
いずれも当社独自の総合スーパーの店舗ブランド。
- 「ホクホー」は、1992年に「ニチイ」に改称したことにより消滅。
- 「ポスフール」は前述の通り、2011年3月1日に「イオン」に改称したことにより消滅。

#### いちまる
2020年3月1日のマックスバリュ北海道との合併に伴い継承した食品スーパーの店舗ブランドで、合併で1店舗を継承。
元は地場スーパーマーケットのいちまるが十勝総合振興局内に展開していた店舗で、2015年10月にいちまるからマックスバリュ北海道へ店舗名を変えず運営移管されていたものの、移管後に閉店やマックスバリュへの転換が行われていたため、イオン北海道がマックスバリュ北海道を合併した際は上川郡清水町の「プラザ。いちまる 清水店」1店のみが継承されていた。同店が2021年8月31日に閉店したことにより、店舗名が消滅した。

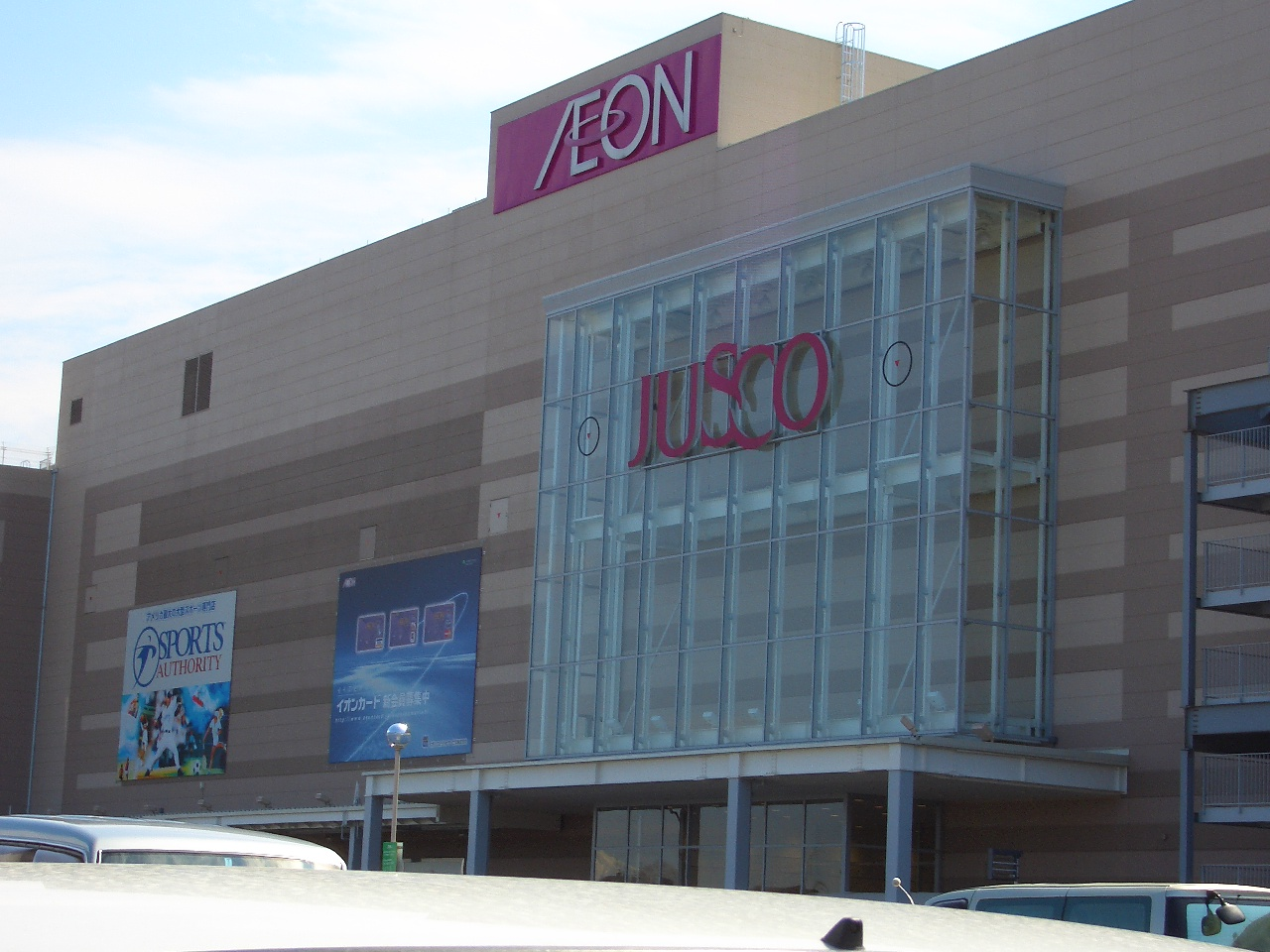
ジャスコ旭川西店（旭川市） ※2011年3月1日に「イオン」に改称
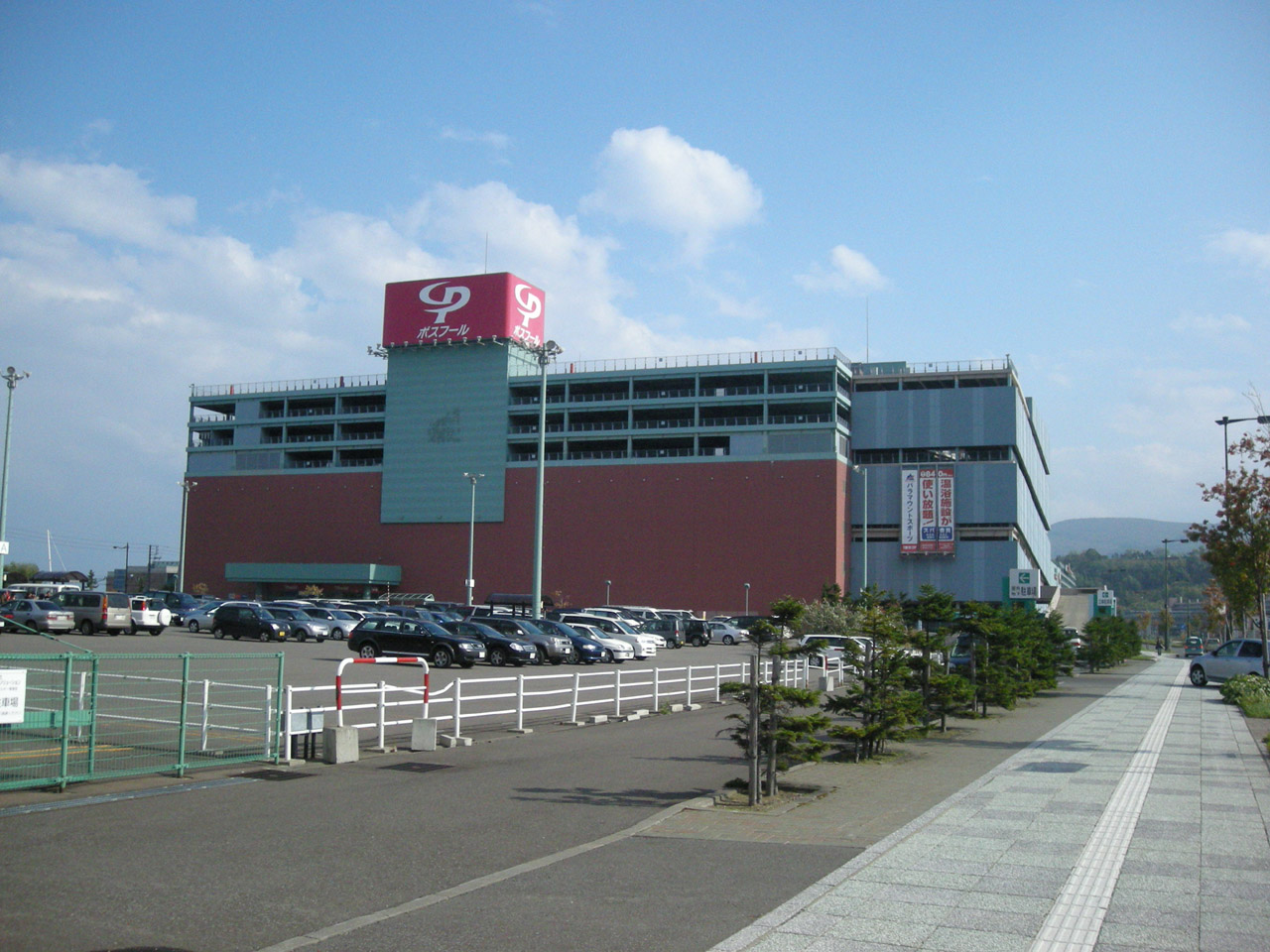
ポスフール小樽店（小樽市） ※2011年3月1日に「イオン」に改称
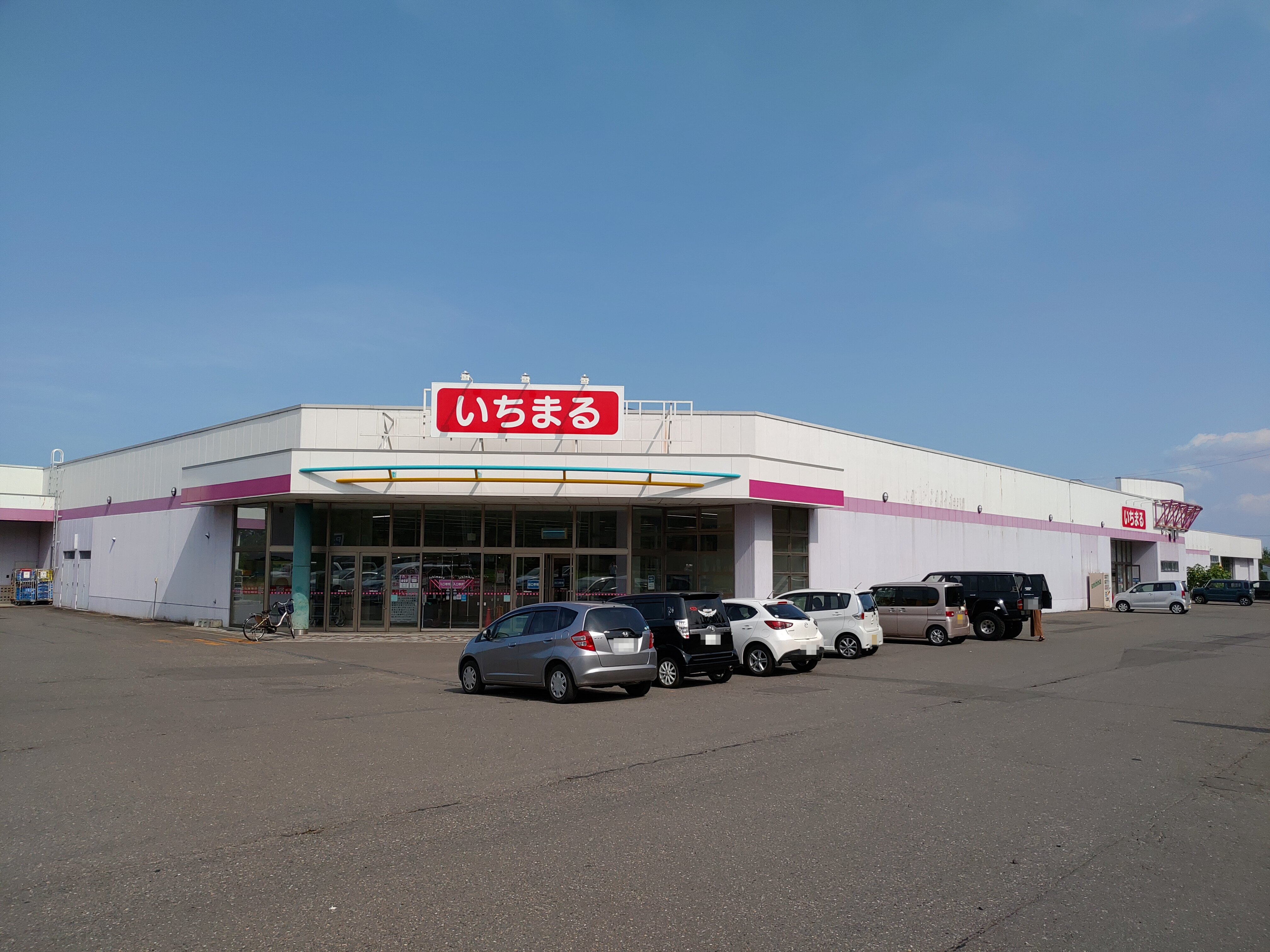
プラザ。いちまる 清水店（上川郡清水町） ※2021年8月31日閉店

### 閉店店舗
2007年8月21日以降（北海道内の「ジャスコ」「イオンスーパーセンター」を譲受し、「ポスフール」から「イオン北海道」へと社名を改称した以降）の閉店店舗を示す。イオン北海道へ社名変更する以前の閉店店舗およびその前身各社の閉店店舗はポスフール#閉鎖店舗を、それ以外の前身各社が運営していた当時の閉店店舗はそれぞれの記事を参照。
- ポスフール西岡店（札幌市豊平区） - 2008年2月24日閉店[75]。
  - 跡地はしばらく空き家であったものの、2010年5月25日にイオン札幌西岡ショッピングセンターとして再開業した。

- まいばすけっと南13条西22丁目店（札幌市中央区） - 2015年11月4日閉店[76]。
- まいばすけっと中の島2条3丁目店（札幌市豊平区） - 2015年11月11日閉店[76]。
- まいばすけっと平岸3条9丁目店（札幌市豊平区） - 2016年2月17日閉店[76]。
- まいばすけっと平岸3条8丁目店（札幌市豊平区） - 2016年4月13日閉店[77]。
- まいばすけっと北1条東3丁目店（札幌市中央区） - 2016年4月20日閉店[77]。
- まいばすけっと北22条東15丁目店（札幌市東区） - 2016年6月14日閉店[78]。
- まいばすけっと北14条東14丁目店（札幌市東区） - 2016年6月28日閉店[78]。
- まいばすけっと北21条西4丁目店（札幌市北区） - 2016年8月2日閉店[78]。
- まいばすけっと南17条西12丁目店（札幌市中央区） - 2016年8月16日閉店[78]。
- まいばすけっと八軒3条東4丁目店（札幌市西区） - 2016年8月23日閉店[78]。
- まいばすけっと北2条東7丁目店（札幌市中央区） - 2019年9月4日閉店[79]。
- プラザ。いちまる 清水店（上川郡清水町） - 2021年8月31日閉店[80]。
- イオン旭川春光店（旭川市） - 2022年2月28日閉店（建て替えのため）[81][82][80]。
  - 建て替えのうえ、2024年9月13日に「イオン旭川春光ショッピングセンター」（核店舗の名称は建て替え前と同じ「イオン旭川春光店」）として再開業した[83][84]。
- マックスバリュ平岸店（札幌市豊平区） - 2022年8月31日閉店（建て替えのため）[85][86]。
  - 建て替えのうえ、2023年11月22日に「イオン南平岸店」として再開業[87]。
- マックスバリュ北郷店（札幌市白石区） - 2022年8月31日閉店（建て替えのため）[85][86]。
  - 建て替えのうえ、 2024年5月31日に「イオン北郷店」として再開業[88]。
- マックスバリュ室蘭東店（室蘭市、弥生ショッピングセンター内） - 2024年8月31日閉店[89]。

## ネットスーパー
ネットスーパーとして「ネットで楽宅便」を運営している。
2008年12月17日にジャスコ札幌桑園店（当時）に開設し、札幌市の一部地域を対象として運営を開始。その後も取り扱い店舗・地域を増やし、2016年9月1日よりイオン上磯店で新規に取り扱いを開始したことで、離島を除く北海道内全域で取り扱いが可能となった。
他の多くのネットスーパーでは店舗から半径5km程度を対象としているものの、「ネットで楽宅便」の場合は離島を除く北海道内全域を14店舗でカバーしており（2023年10月現在）、各店舗の対応区域が店舗から100km以上離れた場所となることもある。この広い範囲の配送については、ヤマト運輸と組むことによって実現している。

## カード
ポケットカード（旧マイカルカード）が発行していた「マイカルカード」は、マイカル、マイカル北海道（当社）、マイカル九州（現・イオン九州）、ダックビブレ（現・さくら野百貨店）、その他マイカル地方子会社（大半は後にマイカルと合併）と提携し、全国のサティとビブレにて特定日の割引特典が受けられたが、マイカルとは2005年12月31日、マイカル九州とは2006年4月30日を以て提携を解消。北海道内のサティを引き継いだポスフールと、東北のビブレを引き継いださくら野百貨店、マイカルサンインを引き継いだホープタウンのみ提携を継続していた。
ポスフールでは独自に「ポスフールカード」を発行し、2007年2月までは毎月第3日曜日の「ポスフールカードの日」に5%割引特典が受けられたが、2007年8月21日の会社再編を見込み、「ポスフールカードの日」がイオンカードの「イオンお客さま感謝デー」と同じ毎月20日・30日に移動し「ポスフールお客様感謝デー」となった。そして、イオン北海道となって初めて迎える「お客様感謝デー」となる8月30日からは、ポスフール店舗でもイオンカードで5%割引特典特典を受けられるようになる。また、11月からはポスフール店舗でもイオンカードの発行を開始、2008年1月よりイオン北海道独自の新たなお買物特典を開始した。
なお、ポケットカードとの提携は2008年2月29日に終了することになり、現在発行しているポスフールカードの会員特典は2007年12月31日をもって終了した。提携終了にあたりポスフールカードは10月より「ポーラスターカード」に名称変更されている。
また、クレジット機能のない「ポスフールクラブカード」でも「ポスフールカード」同様、「お客様感謝デー」などの割引特典が受けられていたが、2008年1月1日からは「イオン北海道メンバーズカード」で同内容の特典を受けるようになり、対象店舗もイオン北海道が運営する全ての店舗（ポスフール・ジャスコ・スーパーセンター）に拡大された。
なお、同年3月に全国展開された電子マネーWAONの普及もあり、「イオン北海道メンバーズカード」は2010年中に新規発行が終了となり、本カードで利用できるサービス（イオンカードにおけるイオン北海道独自のお買物特典を含む）は2010年12月31日をもって終了、さらに「イオン北海道クーポン」の発券も2011年2月28日で終了となり、2010年度に発券したクーポンの使用も同年8月31日をもって終了した。

## 独自企画

### 道産デー
毎月第3土・日曜日が「道産デー」に定められたのに合わせ、2008年3月より「イオン北海道 道産デー」と題し、毎月道内市町村の中から一つを選び、その市町村から旬の食材を販売している。
2020年3月1日にマックスバリュ北海道を吸収合併してからは、合併により承継した店舗でも実施するようになった。ただし「ザ・ビッグ」は対象外。

### ファイターズ応援企画
北海道を本拠地とするプロ野球球団である北海道日本ハムファイターズの応援企画として、優勝セールはもちろん、シーズン期間の応援セールも実施している。2008年3月から12月まではイオングループ恒例の火曜市を「Go!Go!ファイターズ火曜市」として開催。観戦チケットなどのプレゼント企画もあった。2009年はシーズン中の月初めに「Go!Go!ファイターズセール」を開催。
なお、2007年までは「Go!Go!ファイターズセール」を道内イオングループ合同により開催していた。
一方、2005年にイオングループで開催された 「阪神タイガース勝利のVセール」はポスフールのみが対象となり、道内のジャスコ・イオンスーパーセンターは除外された。

### 一の市 / はじめの市
株式会社ダイエーでは、毎月月初め（原則として毎月1日開催だが、場合によっては複数日開催となることがある）と第1日曜日に、定期開催の特売として「一の市」を開催しているが、前述のダイエーの店舗網再編に伴い、北海道では当社が「一の市」を引き継ぐこととなり、開催日を毎月第1土曜・日曜に変更し、旧「ダイエー」店舗に加え、既存の「イオン」や「イオンスーパーセンター」にも規模を拡大し、2015年9月より開始した。
その際、ダイエー札幌円山店と北海道内の「グルメシティ」を継承したマックスバリュ北海道でも開催されていたが、2016年3月からは毎月1日～3日開催の「はじめの市」へ移行となり、同じ月にイオン九州にて「一の市」が当社と同一開催日にて新たに開催されるようになった（同社では旧ダイエー店舗の「イオン」限定で開催されていたが、当社同様に開催日の変更と開催店舗の拡大を行った）。
2020年3月1日にマックスバリュ北海道を吸収合併してからも、既存店（イオン・イオンスーパーセンター）は「一の市」、合併により承継した店舗（マックスバリュ・札幌フードセンター）では「はじめの市」と変更されていない。

### HYPERフードデー
2020年3月1日にマックスバリュ北海道を吸収合併したことに伴い、マックスバリュ北海道の独自企画を継承したもの。実施店舗も合併前同様、マックスバリュ・札幌フードセンターのみとなる。
毎月12日は一部除外品を除き全品が5%割引となる。イオングループ全国共通の「お客さま感謝デー」（毎月20日・30日）と似るが、支払い方法に関わらず割引が適用されることが異なる。